# Campeonato Apertura 2020 (Costa Rica)
El Campeonato Apertura 2020 fue la 115.ª edición del campeonato de liga de la Primera División del fútbol costarricense, que dio inicio la temporada 2020-21.
El campeonato inicialmente estaba programado para arrancar el 16 de julio con el formato tradicional de veintidós fechas en su fase regular. Sin embargo, a mediados del Clausura 2020, durante el mes de marzo, se produjo un brote del coronavirus-2 del síndrome respiratorio agudo grave, una pandemia global vírica que llegó a América desde Asia, lo que provocó un parón por dos meses. Esto repercutió en la reducción del periodo de transición entre las dos temporadas y la fecha de inicio se trasladó hasta el 15 de agosto. Dado al poco tiempo de efectuar la totalidad de las jornadas en su normalidad, el ente organizador decidió cambiar el formato para reducir el número de partidos.
El equipo de Sporting se estrenó en la máxima categoría al ocupar la plaza que dejó La U Universitarios, convirtiéndose en el vigesimoquinto club que representa a la provincia de San José y el número 50 en el historial de la Primera División.
Para este Torneo de Apertura 2020, el dedicado será el exfutbolista limonense «Wally» Vaunghs, quien jugó con el Cartaginés entre los años 60 y 70, además tuvo un paso importante por la Selección Nacional, con el equipo de todos jugó 22 partidos y anotó ocho goles entre 1967 y 1976, de esos, cinco duelos y un gol fueron en partidos categoría clase A. «Wally» jugó la eliminatoria preolímpica hacia México 1968, el Premundial hacia México 1970 y el Norceca de Naciones de 1969 en donde salió campeón con la tricolor.

## Sistema de competición
El torneo de la Liga Promerica está conformado en dos partes:
- Fase de clasificación: Se integra por las 16 jornadas del torneo.
- Fase final: Se integra por los partidos de semifinal, final y posible gran final.

### Fase de clasificación
En la fase de clasificación se observará el sistema de puntos. La ubicación en la tabla general está sujeta a lo siguiente:
- Por juego ganado se obtendrán tres puntos.
- Por juego empatado se obtendrá un punto.
- Por juego perdido no se otorgan puntos.

En esta fase participan los 12 clubes de la Liga Promerica jugando divididos en dos grupos por 10 jornadas respectivas a visita recíproca. En la tercera ronda se cruzan los equipos de ambos grupos a una sola ronda mediante un sorteo.
El orden de los clubes al final de la fase de calificación del torneo corresponderá a la suma de los puntos obtenidos por cada uno de ellos y se presentará en forma descendente. Si al finalizar las 16 jornadas del torneo, dos o más clubes estuviesen empatados en puntos, su posición en la tabla general será determinada atendiendo a los siguientes criterios de desempate:
1. Mayor diferencia positiva general de goles. Este resultado se obtiene mediante la sumatoria de los goles anotados a todos los rivales, en cada campeonato menos los goles recibidos de estos.
2. Mayor cantidad de goles a favor, anotados a todos los rivales dentro de la misma competencia.
3. Mejor puntuación particular que hayan conseguido en las confrontaciones particulares entre ellos mismos.
4. Mayor diferencia positiva particular de goles, la cual se obtiene sumando los goles de los equipos empatados y restándole los goles recibidos.
5. Mayor cantidad de goles a favor que hayan conseguido en las confrontaciones entre ellos mismos.
6. Como última alternativa, la UNAFUT realizaría un sorteo para el desempate.

El ganador de esta fase regular, clasifica a la Gran Final del Apertura 2020.

### Fase final
Los dos clubes mejores calificados de cada grupo para esta fase del torneo serán quienes disputen la etapa final. Los partidos de esta fase se desarrollarán a visita recíproca, en las siguientes etapas:
- Semifinales
- Final de segunda ronda.
- Gran final

Los clubes vencedores en los partidos de semifinal serán aquellos que en los dos juegos anoten el mayor número de goles. De existir empate en el número de goles anotados, la posición se definirá a favor del club con mayor cantidad de goles a favor cuando actúe como visitante. Si persiste la igualdad en los marcadores, se darán treinta minutos de tiempo suplementario en los cuales ya no valdría la regla de gol de visita. Los equipos tendrán derecho a una sustitución adicional y si vuelve a haber empate, los lanzamientos desde el punto de penal definirán al vencedor.
Los partidos de semifinales se jugarán de la siguiente manera:
En la final participarán los dos clubes vencedores de las semifinales, donde el equipo que cierra la serie será aquel que haya conseguido la mejor posición en la tabla.
Disputará el título, mediante una gran final, el club que haya superado las dos series incluyendo al conjunto que fue líder de la clasificación. Esta última etapa puede evitarse si el equipo líder vence en estas dos instancias, quedando campeón de forma automática. Para la gran final, la regla de gol de visita ya no tendría efecto y el líder se asegura la localía en el juego de vuelta. El ganador se asegura un cupo a los octavos de final de la Liga Concacaf 2021.

## Equipos participantes

### Equipos por provincia
Para la temporada 2020-21, la provincia con más equipos en la Primera División es San José con cuatro.
| Saprissa Sporting Herediano Guadalupe Grecia Alajuelense San Carlos Pérez Zeledón Cartaginés Limón Santos Jicaral |

| Provincia  | N.º | Equipos                                       |
| ---------- | --- | --------------------------------------------- |
| San José   | 4   | Guadalupe, Pérez Zeledón, Saprissa y Sporting |
| Alajuela   | 3   | Alajuelense, Grecia y San Carlos              |
| Limón      | 2   | Limón y Santos                                |
| Cartago    | 1   | Cartaginés                                    |
| Heredia    | 1   | Herediano                                     |
| Puntarenas | 1   | Jicaral                                       |

### Ascenso y descenso
| Pos. | Descendidos de 1.ª División |
| ---- | --------------------------- |
| 12.º | La U Universitarios         |

| Pos. | Ascendidos de 2.ª División |
| ---- | -------------------------- |
| 1.º  | Sporting F. C.             |

### Información de los equipos
| Equipo        | Ciudad                   | Entrenador            | Capitán           | Estadio                 | Aforo  | Proveedor        | Patrocinador principal (en la equipación) | Transmisión (televisora principal) |
| ------------- | ------------------------ | --------------------- | ----------------- | ----------------------- | ------ | ---------------- | ----------------------------------------- | ---------------------------------- |
| Alajuelense   | Alajuela                 | Andrés Carevic        | Bryan Ruiz        | Morera Soto             | 17 700 | Kelme            | Kölbi                                     | FUTV                               |
| Cartaginés    | Cartago                  | Hernán Medford        | Mauricio Montero  | "Fello" Meza            | 8 831  | Capelli Sport    | Mucap                                     | FUTV                               |
| Grecia        | Grecia                   | José Rodríguez        | Álvaro Sánchez    | Allen Riggioni          | 3 354  | Living Sport     | Super Rosvil                              | FUTV                               |
| Guadalupe     | Guadalupe                | Alexander José Vargas | Darío Delgado     | "Coyella" Fonseca       | 4 200  | ProSport         | Tigo                                      | Tigo Sports                        |
| Herediano     | Heredia                  | Jafet Soto            | Randall Azofeifa  | Rosabal Cordero         | 8 068  | Umbro            | Don Pedro                                 | FUTV                               |
| Jicaral       | Jicaral                  | José Giacone          | Rafael Núñez      | Asoc. Cívica Jicaraleña | 1 500  | Joma             | Tigo                                      | Tigo Sports                        |
| Limón         | Limón                    | Luis Fallas           | Marvin Esquivel   | Juan Gobán              | 2 349  | Living Sport     | Celso Gamboa & Asoc.                      | FUTV                               |
| Pérez Zeledón | San Isidro de El General | Johnny Chaves         | Néstor Monge      | Municipal               | 3 259  | Textiles JB      | Transportes Arguedas                      | FUTV                               |
| San Carlos    | Ciudad Quesada           | Jeaustin Campos       | Keilor Soto       | Carlos Ugalde           | 4 000  | Uhlsport         | Tigo                                      | Tigo Sports                        |
| Santos        | Guápiles                 | Luis Marín            | Osvaldo Rodríguez | Ebal Rodríguez          | 3 300  | Roots Sports     | Tigo                                      | Tigo Sports                        |
| Saprissa      | San Juan de Tibás        | Walter Centeno        | Mariano Torres    | Ricardo Saprissa        | 20 558 | Kappa            | BAC Credomatic                            | FUTV                               |
| Sporting      | San José                 | Randall Row           | Bryan Vega        | Ernesto Rohrmoser       | 3 000  | Roma Sports Gear | Dos Pinos                                 | Tigo Sports                        |

#### Relevo de entrenadores
| Equipo     | Entrenador (Jornadas)              | Fecha de vacante | Tipo de despido         | Posición en la tabla | Entrenador entrante | Fecha de nombramiento |
| ---------- | ---------------------------------- | ---------------- | ----------------------- | -------------------- | ------------------- | --------------------- |
| Herediano  | José Giacone (pretemporada)        | 19 de junio      | Rescisión de contrato   | Pretemporada         | Jafet Soto          | 22 de junio           |
| Guadalupe  | Géiner Segura (pretemporada)       | 17 de julio      | Firmado por Alajuelense | Pretemporada         | Alexander Vargas    | 18 de julio           |
| Jicaral    | Erick Rodríguez Santamaría (1-5)   | 7 de septiembre  | Rescisión de contrato   | 6° B                 | José Giacone        | 7 de septiembre       |
| San Carlos | Carlos Restrepo (1-5)              | 7 de septiembre  | Rescisión de contrato   | 4° B                 | Jeaustin Campos     | 8 de septiembre       |
| Grecia     | Fernando Palomeque (1-8)           | 26 de septiembre | Renuncia                | 6° A                 | Luis Diego Arnáez   | 28 de septiembre      |
| Grecia     | Luis Diego Arnáez (9-liguilla ida) | 9 de diciembre   | Rescisión de contrato   | 6° A                 | José Rodríguez      | 9 de diciembre        |

## Estadios
| |                                                                                         |                                                                                                |
| |                                                                                         |                                                                                                |
| Estadio Ricardo Saprissa Ciudad: Tibás, San José Capacidad: 20 558 Club: Saprissa                  | Estadio Morera Soto Ciudad: Alajuela Capacidad: 17 700 Club: Alajuelense                | Estadio "Fello" Meza Ciudad: Cartago Capacidad: 8 831 Club: Cartaginés                         |
| |                                                                                         |                                                                                                |
| Estadio Jorge Hernán "Cuty" Monge Ciudad: Desamparados, San José Capacidad: 4 000 Club: Herediano* | Estadio "Coyella" Fonseca Ciudad: Goicoechea, San José Capacidad: 4 200 Club: Guadalupe | Estadio Carlos Ugalde Ciudad: San Carlos, Alajuela Capacidad: 4 000 Club: San Carlos           |
| |                                                                                         |                                                                                                |
| Estadio Allen Riggioni Ciudad: Grecia, Alajuela Capacidad: 4 000 Club: Grecia                      | Estadio Ebal Rodríguez Ciudad: Guápiles, Limón Capacidad: 3 300 Club: Santos            | Estadio Municipal Ciudad: Pérez Zeledón, San José Capacidad: 3 259 Club: Pérez Zeledón         |
| |                                                                                         |                                                                                                |
| Estadio Ernesto Rohrmoser Ciudad: San José, San José Capacidad: 3 000 Club: Sporting               | Estadio Juan Gobán Ciudad: Limón Capacidad: 2 349 Club: Limón                           | Cancha Asociación Cívica Jicaraleña Ciudad: Jicaral, Puntarenas Capacidad: 1 500 Club: Jicaral |

- Sede alterna por remodelación del Estadio Eladio Rosabal Cordero

## Justicia deportiva
Los árbitros de cada partido son designados por una comisión creada para tal objetivo e integrada por representantes de la Federación Costarricense de Fútbol. Para este torneo, los colegiados de la categoría son los siguientes (se muestra entre paréntesis su nombramiento internacional y el año desde que recibieron la distinción). Los árbitros que no pasen las pruebas físicas previo al inicio del torneo serán excluidos del mismo por un periodo determinado hasta que logren la aprobación.
- Adrián Chinchilla Chaves
- Brayan Cruz Miranda
- Cristian Rodríguez Rodríguez
- Hugo Cruz Alvarado
- Keylor Herrera Villalobos (árbitro FIFA) (2019)
- Andrey Vega Chinchilla
- Jesús Montero Fuentes
- Pedro Navarro Torres
- Reinaldo Sequeira Fallas
- Allen Quirós Núñez
- Rigo Prendas González
- Danny Lobo Rodríguez
- David Gómez Araya
- Geiner Zúñiga Molina
- Benjamín Pineda Ávila (árbitro FIFA) (2019)
- Carlos Salazar Obando
- Christian Hernández Arias
- Henry Bejarano Matarrita (árbitro FIFA) (2011)
- Jimmy Torres Taylor
- Juan Gabriel Calderón (árbitro FIFA) (2017)
- Ricardo Montero Araya (árbitro FIFA) (2011)
- Steven Madrigal Fallas
- William Matus Vargas

### Uniformes
| Uniforme Arbitral Rosa | Uniforme Arbitral Amarillo | Uniforme Arbitral Naranja | Uniforme Arbitral Gris |

## Fase de clasificación

### Grupo A
| Pos. | Equipo             | Pts. | PJ | G  | E | P  | GF | GC | Dif. |  |
| ---- | ------------------ | ---- | -- | -- | - | -- | -- | -- | ---- |  |
| 1    | L. D. Alajuelense  | 37   | 16 | 12 | 1 | 3  | 36 | 18 | +18  |  |
| 2    | C. S. Herediano    | 26   | 16 | 7  | 5 | 4  | 27 | 19 | +8   |  |
| 3    | Guadalupe F. C.    | 21   | 16 | 6  | 3 | 7  | 24 | 27 | −3   |  |
| 4    | Pérez Zeledón      | 15   | 16 | 4  | 3 | 9  | 20 | 34 | −14  |  |
| 5    | Santos de Guápiles | 14   | 16 | 2  | 8 | 6  | 12 | 24 | −12  |  |
| 6    | Municipal Grecia   | 10   | 16 | 2  | 4 | 10 | 14 | 26 | −12  |  |

 Fuente: Liga Promerica
|  | Clasifica a semifinales.  |
|  | Repechaje de permanencia. |

### Grupo B
| Pos. | Equipo             | Pts. | PJ | G | E | P | GF | GC | Dif. |  |
| ---- | ------------------ | ---- | -- | - | - | - | -- | -- | ---- |  |
| 1    | Deportivo Saprissa | 30   | 16 | 9 | 3 | 4 | 29 | 16 | +13  |  |
| 2    | C. S. Cartaginés   | 29   | 16 | 9 | 2 | 5 | 32 | 16 | +16  |  |
| 3    | A. D. San Carlos   | 23   | 16 | 6 | 5 | 5 | 14 | 14 | 0    |  |
| 4    | Limón F. C.        | 23   | 16 | 6 | 5 | 5 | 15 | 24 | −9   |  |
| 5    | A. D. R. Jicaral   | 18   | 16 | 4 | 6 | 6 | 14 | 15 | −1   |  |
| 6    | Sporting F. C.     | 18   | 16 | 5 | 3 | 8 | 20 | 24 | −4   |  |

 Fuente: Liga Promerica
|  | Clasifica a semifinales.  |
|  | Repechaje de permanencia. |

### Evolución de ambos grupos
| Jornada       | 1 | 2 | 3 | 4 | 5 | 6 | 7 | 8 | 9 | 10 | 11 | 12 | 13 | 14 | 15 | 16 |
| Equipo        |   |   |   |   |   |   |   |   |   |    |    |    |    |    |    |    |
| ------------- | - | - | - | - | - | - | - | - | - | -- | -- | -- | -- | -- | -- | -- |
| Grupo A       |   |   |   |   |   |   |   |   |   |    |    |    |    |    |    |    |
| Alajuelense   | 2 | 3 | 1 | 1 | 1 | 1 | 1 | 1 | 1 | 1  | 1  | 1  | 1  | 1  | 1  | 1  |
| Herediano     | 1 | 1 | 2 | 2 | 2 | 2 | 2 | 2 | 2 | 2  | 2  | 2  | 2  | 2  | 2  | 2  |
| Guadalupe     | 3 | 2 | 3 | 3 | 3 | 3 | 3 | 3 | 3 | 3  | 3  | 3  | 3  | 3  | 3  | 3  |
| Pérez Zeledón | 5 | 6 | 6 | 6 | 6 | 5 | 4 | 4 | 4 | 4  | 4  | 4  | 4  | 4  | 4  | 4  |
| Santos        | 4 | 5 | 5 | 5 | 4 | 4 | 5 | 5 | 5 | 5  | 5  | 5  | 5  | 5  | 5  | 5  |
| Grecia        | 6 | 4 | 4 | 4 | 5 | 6 | 6 | 6 | 6 | 6  | 6  | 6  | 6  | 6  | 6  | 6  |
| Grupo B       |   |   |   |   |   |   |   |   |   |    |    |    |    |    |    |    |
| Saprissa      | 1 | 1 | 3 | 3 | 5 | 3 | 2 | 2 | 2 | 2  | 3  | 3  | 2  | 3  | 1  | 1  |
| Cartaginés    | 3 | 5 | 5 | 5 | 1 | 1 | 1 | 1 | 1 | 1  | 1  | 1  | 1  | 1  | 2  | 2  |
| San Carlos    | 2 | 2 | 1 | 2 | 4 | 5 | 5 | 5 | 4 | 4  | 4  | 4  | 4  | 4  | 3  | 3  |
| Limón         | 6 | 4 | 4 | 4 | 3 | 4 | 4 | 4 | 3 | 3  | 2  | 2  | 3  | 2  | 4  | 4  |
| Jicaral       | 5 | 6 | 6 | 6 | 6 | 6 | 6 | 6 | 6 | 6  | 6  | 6  | 6  | 5  | 5  | 5  |
| Sporting      | 4 | 3 | 2 | 1 | 2 | 2 | 3 | 3 | 5 | 5  | 5  | 5  | 5  | 6  | 6  | 6  |

### Tabla de posiciones
| Pos. | Equipo                                                   | Pts. | PJ | G  | E | P  | GF | GC | Dif. |  |
| ---- | -------------------------------------------------------- | ---- | -- | -- | - | -- | -- | -- | ---- |  |
| 1    | L. D. Alajuelense                                        | 37   | 16 | 12 | 1 | 3  | 36 | 18 | +18  |  |
| 2    | Deportivo Saprissa                                       | 30   | 16 | 9  | 3 | 4  | 29 | 16 | +13  |  |
| 3    | C. S. Cartaginés                                         | 29   | 16 | 9  | 2 | 5  | 32 | 16 | +16  |  |
| 4    | C. S. Herediano                                          | 26   | 16 | 7  | 5 | 4  | 27 | 19 | +8   |  |
| 5    | Archivo:Escudo San Carlos 2018.svg A. D. San Carlos      | 23   | 16 | 6  | 5 | 5  | 14 | 14 | 0    |  |
| 6    | Archivo:Escudo de Limón Fútbol Club.svg Limón F. C.      | 23   | 16 | 6  | 5 | 5  | 15 | 24 | −9   |  |
| 7    | Guadalupe F. C.                                          | 21   | 16 | 6  | 3 | 7  | 24 | 27 | −3   |  |
| 8    | Archivo:Escudo de Jicaral Sercoba.svg A. D. R. Jicaral   | 18   | 16 | 4  | 6 | 6  | 14 | 15 | −1   |  |
| 9    | Sporting F. C.                                           | 18   | 16 | 5  | 3 | 8  | 20 | 24 | −4   |  |
| 10   | Pérez Zeledón                                            | 15   | 16 | 4  | 3 | 9  | 20 | 34 | −14  |  |
| 11   | Santos de Guápiles                                       | 14   | 16 | 2  | 8 | 6  | 12 | 24 | −12  |  |
| 12   | Archivo:Escudo del Municipal Grecia.svg Municipal Grecia | 10   | 16 | 2  | 4 | 10 | 14 | 26 | −12  |  |

 Fuente: Liga Promerica
|  | Clasifica a una posible final |

### Evolución de la tabla
| Jornada       | 1  | 2  | 3  | 4  | 5  | 6  | 7  | 8  | 9  | 10 | 11 | 12 | 13 | 14 | 15 | 16 |
| Equipo        |    |    |    |    |    |    |    |    |    |    |    |    |    |    |    |    |
| ------------- | -- | -- | -- | -- | -- | -- | -- | -- | -- | -- | -- | -- | -- | -- | -- | -- |
| Alajuelense   | 3  | 4  | 1  | 1  | 1  | 1  | 1  | 1  | 1  | 1  | 1  | 1  | 1  | 1  | 1  | 1  |
| Saprissa      | 1  | 3  | 7  | 7  | 10 | 6  | 4  | 5  | 3  | 3  | 4  | 5  | 3  | 4  | 2  | 2  |
| Cartaginés    | 7  | 10 | 11 | 11 | 3  | 2  | 2  | 2  | 2  | 2  | 2  | 2  | 2  | 2  | 3  | 3  |
| Herediano     | 2  | 1  | 2  | 2  | 2  | 3  | 3  | 3  | 5  | 4  | 5  | 3  | 4  | 6  | 4  | 4  |
| San Carlos    | 4  | 6  | 3  | 5  | 9  | 10 | 9  | 10 | 7  | 7  | 7  | 7  | 7  | 5  | 5  | 5  |
| Limón         | 12 | 9  | 10 | 10 | 7  | 9  | 8  | 9  | 4  | 5  | 3  | 4  | 5  | 3  | 6  | 6  |
| Guadalupe     | 5  | 2  | 5  | 4  | 5  | 5  | 6  | 4  | 6  | 6  | 6  | 6  | 6  | 7  | 7  | 7  |
| Jicaral       | 9  | 11 | 12 | 12 | 12 | 12 | 12 | 11 | 11 | 11 | 11 | 10 | 10 | 8  | 8  | 8  |
| Sporting      | 8  | 8  | 4  | 3  | 4  | 4  | 5  | 6  | 9  | 9  | 8  | 9  | 8  | 9  | 9  | 9  |
| Pérez Zeledón | 10 | 12 | 9  | 9  | 11 | 8  | 7  | 7  | 8  | 8  | 9  | 8  | 9  | 10 | 10 | 10 |
| Santos        | 6  | 7  | 8  | 8  | 6  | 7  | 10 | 8  | 10 | 10 | 10 | 11 | 11 | 11 | 11 | 11 |
| Grecia        | 11 | 5  | 6  | 6  | 8  | 11 | 11 | 12 | 12 | 12 | 12 | 12 | 12 | 12 | 12 | 12 |

### Resumen de resultados
| Local / Visita     | JIC   | ADSC  | CSC   | CSH   | SAP   | GFC   | LDA   | LIM   | GRE   | MPZ   | SAN   | SSJ   |
| ------------------ | ----- | ----- | ----- | ----- | ----- | ----- | ----- | ----- | ----- | ----- | ----- | ----- |
| A. D. R. Jicaral   |       | 0 - 1 | 1 - 0 | 0 - 0 | 0 - 1 | 3 - 1 |       | 0 - 2 | 1 - 0 |       |       | 3 - 1 |
| A. D. San Carlos   | 0 - 0 |       | 1 - 0 |       | 1 - 1 |       | 1 - 0 | 2 - 2 |       | 3 - 1 | 2 - 0 | 0 - 1 |
| C. S. Cartaginés   | 2 - 2 | 4 - 0 |       | 0 - 1 | 2 - 1 |       |       | 4 - 0 | 2 - 1 |       | 3 - 0 | 2 - 0 |
| C. S. Herediano    |       | 1 - 1 |       |       | 2 - 3 | 3 - 1 | 1 - 2 |       | 3 - 0 | 2 - 1 | 0 - 0 | 4 - 2 |
| Deportivo Saprissa | 1 - 0 | 0 - 0 | 0 - 4 |       |       | 5 - 1 | 2 - 3 | 4 - 0 |       | 4 - 0 |       | 2 - 1 |
| Guadalupe F. C.    |       | 2 - 0 | 1 - 0 | 2 - 3 |       |       | 1 - 2 |       | 1 - 0 | 4 - 1 | 2 - 2 | 2 - 2 |
| L. D. Alajuelense  | 2 - 2 |       | 4 - 1 | 2 - 0 |       | 0 - 1 |       | 4 - 1 | 3 - 1 | 0 - 2 | 2 - 1 |       |
| Limón F. C.        | 1 - 0 | 0 - 2 | 1 - 1 | 1 - 4 | 1 - 0 | 2 - 1 |       |       | 1 - 0 |       |       | 1 - 1 |
| Municipal Grecia   |       | 1 - 0 |       | 2 - 2 | 0 - 3 | 0 - 1 | 2 - 3 |       |       | 3 - 1 | 0 - 1 | 0 - 0 |
| Pérez Zeledón      | 1 - 1 |       | 1 - 4 | 1 - 0 |       | 3 - 2 | 0 - 2 | 1 - 1 | 3 - 3 |       | 0 - 2 |       |
| Santos de Guápiles | 1 - 1 |       |       | 1 - 1 | 0 - 0 | 1 - 1 | 0 - 4 | 0 - 0 | 1 - 1 | 1 - 4 |       |       |
| Sporting F. C.     | 1 - 0 | 1 - 0 | 2 - 3 |       | 1 - 2 |       | 2 - 3 | 0 - 1 |       | 2 - 0 | 3 - 1 |       |

|  | Victoria del equipo local     |
|  | Empate                        |
|  | Victoria del equipo visitante |

## Resultados
- Los horarios corresponden al tiempo de Costa Rica (UTC-6).
- El calendario de los partidos se dio a conocer el 29 de julio de 2020.[23]

| Jornada 1                                              | Jornada 1                                                   | Jornada 1                                                | Jornada 1               | Jornada 1       | Jornada 1      | Jornada 1    | Jornada 1             | Jornada 1   |
| ------------------------------------------------------ | ----------------------------------------------------------- | -------------------------------------------------------- | ----------------------- | --------------- | -------------- | ------------ | --------------------- | ----------- |
| Grupo A                                                |                                                             |                                                          |                         |                 |                |              |                       |             |
| Local                                                  | Resultado                                                   | Visitante                                                | Estadio                 | Fecha           | HoraCosta Rica | Espectadores | Árbitro               | Transmisión |
| Guadalupe F. C.                                        | 2 - 2 Archivado el 18 de agosto de 2021 en Wayback Machine. | Santos de Guápiles                                       | "Coyella" Fonseca       | 15 de agosto    | 15:00          | 0            | Cristian Rodríguez    |             |
| Pérez Zeledón                                          | 0 - 2 Archivado el 18 de agosto de 2021 en Wayback Machine. | L. D. Alajuelense                                        | Municipal               | 15 de agosto    | 16:00          | 0            | David Gómez           |             |
| C. S. Herediano                                        | 3 - 0 Archivado el 18 de agosto de 2021 en Wayback Machine. | Archivo:Escudo del Municipal Grecia.svg Municipal Grecia | "Cuty" Monge            | 16 de agosto    | 16:00          | 0            | Ricardo Montero       |             |
| Grupo B                                                |                                                             |                                                          |                         |                 |                |              |                       |             |
| Deportivo Saprissa                                     | 4 - 0 Archivado el 18 de agosto de 2021 en Wayback Machine. | Archivo:Escudo de Limón Fútbol Club.svg Limón F. C.      | Ricardo Saprissa        | 15 de agosto    | 20:00          | 0            | Juan Gabriel Calderón |             |
| Archivo:Escudo de Jicaral Sercoba.svg A. D. R. Jicaral | 0 - 1 Archivado el 18 de agosto de 2021 en Wayback Machine. | Archivo:Escudo San Carlos 2018.svg A. D. San Carlos      | Asoc. Cívica Jicaraleña | 16 de agosto    | 14:00          | 0            | Keylor Herrera        |             |
| Sporting F. C.                                         | 2 - 3 Archivado el 18 de agosto de 2021 en Wayback Machine. | C. S. Cartaginés                                         | Ernesto Rohrmoser       | 9 de septiembre | 15:00          | 0            | William Mattus        |             |
| Total de goles: 19                                     |                                                             |                                                          |                         |                 |                |              |                       |             |

| Jornada 2                                                | Jornada 2                                                                                               | Jornada 2                                              | Jornada 2      | Jornada 2       | Jornada 2 | Jornada 2    | Jornada 2         | Jornada 2   |
| -------------------------------------------------------- | --- | ------------------------------------------------------ | -------------- | --------------- | --------- | ------------ | ----------------- | ----------- |
| Grupo A                                                  | |                                                        |                |                 |           |              |                   |             |
| Local                                                    | Resultado                                                                                               | Visitante                                              | Estadio        | Fecha           | Hora      | Espectadores | Árbitro           | Transmisión |
| Santos de Guápiles                                       | 1 - 1 (enlace roto disponible en Internet Archive; véase el historial, la primera versión y la última). | C. S. Herediano                                        | Ebal Rodríguez | 22 de agosto    | 18:00     | 0            | Benjamín Pineda   |             |
| L. D. Alajuelense                                        | 0 - 1 (enlace roto disponible en Internet Archive; véase el historial, la primera versión y la última). | Guadalupe F. C.                                        | Morera Soto    | 22 de agosto    | 20:00     | 0            | Allen Quirós      |             |
| Archivo:Escudo del Municipal Grecia.svg Municipal Grecia | 3 - 1 (enlace roto disponible en Internet Archive; véase el historial, la primera versión y la última). | Pérez Zeledón                                          | Allen Riggioni | 23 de agosto    | 15:00     | 0            | William Mattus    |             |
| Grupo B                                                  | |                                                        |                |                 |           |              |                   |             |
| Archivo:Escudo de Limón Fútbol Club.svg Limón F. C.      | 1 - 1 (enlace roto disponible en Internet Archive; véase el historial, la primera versión y la última). | Sporting F. C.                                         | Ebal Rodríguez | 21 de agosto    | 15:00     | 0            | Adrián Chinchilla |             |
| C. S. Cartaginés                                         | 2 - 2 (enlace roto disponible en Internet Archive; véase el historial, la primera versión y la última). | Archivo:Escudo de Jicaral Sercoba.svg A. D. R. Jicaral | "Fello" Meza   | 16 de setiembre | 15:00     | 0            | Hugo Cruz         |             |
| Archivo:Escudo San Carlos 2018.svg A. D. San Carlos      | 1 - 1 (enlace roto disponible en Internet Archive; véase el historial, la primera versión y la última). | Deportivo Saprissa                                     | Carlos Ugalde  | 16 de setiembre | 19:00     | 0            | Ricardo Montero   |             |
| Total de goles: 15                                       | |                                                        |                |                 |           |              |                   |             |

| Jornada 3                                           | Jornada 3                                                                                               | Jornada 3                                                | Jornada 3         | Jornada 3        | Jornada 3 | Jornada 3    | Jornada 3      | Jornada 3   |
| --------------------------------------------------- | --- | -------------------------------------------------------- | ----------------- | ---------------- | --------- | ------------ | -------------- | ----------- |
| Grupo A                                             | |                                                          |                   |                  |           |              |                |             |
| Local                                               | Resultado                                                                                               | Visitante                                                | Estadio           | Fecha            | Hora      | Espectadores | Árbitro        | Transmisión |
| Pérez Zeledón                                       | 3 - 2 (enlace roto disponible en Internet Archive; véase el historial, la primera versión y la última). | Guadalupe F. C.                                          | Municipal         | 29 de agosto     | 16:00     | 0            | Henry Bejarano |             |
| Santos de Guápiles                                  | 1 - 1 (enlace roto disponible en Internet Archive; véase el historial, la primera versión y la última). | Archivo:Escudo del Municipal Grecia.svg Municipal Grecia | Ebal Rodríguez    | 29 de agosto     | 17:00     | 0            | Keylor Herrera |             |
| C. S. Herediano                                     | 1 - 2 (enlace roto disponible en Internet Archive; véase el historial, la primera versión y la última). | L. D. Alajuelense                                        | "Cuty" Monge      | 29 de agosto     | 20:00     | 0            | Hugo Cruz      |             |
| Grupo B                                             | |                                                          |                   |                  |           |              |                |             |
| Sporting F. C.                                      | 1 - 0 (enlace roto disponible en Internet Archive; véase el historial, la primera versión y la última). | Archivo:Escudo de Jicaral Sercoba.svg A. D. R. Jicaral   | Ernesto Rohrmoser | 30 de agosto     | 14:00     | 0            | Brayan Cruz    |             |
| Archivo:Escudo San Carlos 2018.svg A. D. San Carlos | 2 - 2 (enlace roto disponible en Internet Archive; véase el historial, la primera versión y la última). | Archivo:Escudo de Limón Fútbol Club.svg Limón F. C.      | Carlos Ugalde     | 30 de agosto     | 18:00     | 0            | Pedro Navarro  |             |
| Deportivo Saprissa                                  | 0 - 4 (enlace roto disponible en Internet Archive; véase el historial, la primera versión y la última). | C. S. Cartaginés                                         | Ricardo Saprissa  | 23 de septiembre | 20:00     | 0            | Allen Quirós   |             |
| Total de goles: 19                                  | |                                                          |                   |                  |           |              |                |             |

| Jornada 4                                              | Jornada 4                                                                                               | Jornada 4                                                | Jornada 4               | Jornada 4       | Jornada 4 | Jornada 4    | Jornada 4         | Jornada 4   |
| ------------------------------------------------------ | --- | -------------------------------------------------------- | ----------------------- | --------------- | --------- | ------------ | ----------------- | ----------- |
| Grupo A                                                | |                                                          |                         |                 |           |              |                   |             |
| Local                                                  | Resultado                                                                                               | Visitante                                                | Estadio                 | Fecha           | Hora      | Espectadores | Árbitro           | Transmisión |
| L. D. Alajuelense                                      | 2 - 1 (enlace roto disponible en Internet Archive; véase el historial, la primera versión y la última). | Santos de Guápiles                                       | Morera Soto             | 1 de setiembre  | 20:00     | 0            | Adrián Chinchilla |             |
| Guadalupe F. C.                                        | 1 - 0 (enlace roto disponible en Internet Archive; véase el historial, la primera versión y la última). | Archivo:Escudo del Municipal Grecia.svg Municipal Grecia | "Coyella" Fonseca       | 2 de setiembre  | 15:00     | 0            | Ricardo Montero   |             |
| C. S. Herediano                                        | 2 - 1 (enlace roto disponible en Internet Archive; véase el historial, la primera versión y la última). | Pérez Zeledón                                            | "Cuty" Monge            | 2 de setiembre  | 20:00     | 0            | Pedro Navarro     |             |
| Grupo B                                                | |                                                          |                         |                 |           |              |                   |             |
| Sporting F. C.                                         | 1 - 0 (enlace roto disponible en Internet Archive; véase el historial, la primera versión y la última). | Archivo:Escudo San Carlos 2018.svg A. D. San Carlos      | Ernesto Rohrmoser       | 3 de septiembre | 14:00     | 0            | David Gómez       |             |
| Archivo:Escudo de Limón Fútbol Club.svg Limón F. C.    | 1 - 1 (enlace roto disponible en Internet Archive; véase el historial, la primera versión y la última). | C. S. Cartaginés                                         | Ebal Rodríguez          | 3 de septiembre | 15:00     | 0            | Keylor Herrera    |             |
| Archivo:Escudo de Jicaral Sercoba.svg A. D. R. Jicaral | 0 - 1 (enlace roto disponible en Internet Archive; véase el historial, la primera versión y la última). | Deportivo Saprissa                                       | Asoc. Cívica Jicaraleña | 30 de setiembre | 14:00     | 0            | Ricardo Montero   |             |
| Total de goles: 11                                     | |                                                          |                         |                 |           |              |                   |             |

| Jornada 5                                                | Jornada 5                                                                                               | Jornada 5                                           | Jornada 5               | Jornada 5       | Jornada 5 | Jornada 5    | Jornada 5             | Jornada 5   |
| -------------------------------------------------------- | --- | --------------------------------------------------- | ----------------------- | --------------- | --------- | ------------ | --------------------- | ----------- |
| Grupo A                                                  | |                                                     |                         |                 |           |              |                       |             |
| Local                                                    | Resultado                                                                                               | Visitante                                           | Estadio                 | Fecha           | Hora      | Espectadores | Árbitro               | Transmisión |
| Archivo:Escudo del Municipal Grecia.svg Municipal Grecia | 2 - 3 (enlace roto disponible en Internet Archive; véase el historial, la primera versión y la última). | L. D. Alajuelense                                   | Allen Riggioni          | 5 de septiembre | 15:00     | 0            | Benjamín Pineda       |             |
| Guadalupe F. C.                                          | 2 - 3 (enlace roto disponible en Internet Archive; véase el historial, la primera versión y la última). | C. S. Herediano                                     | "Coyella" Fonseca       | 5 de septiembre | 15:00     | 0            | Juan Gabriel Calderón |             |
| Pérez Zeledón                                            | 0 - 2 (enlace roto disponible en Internet Archive; véase el historial, la primera versión y la última). | Santos de Guápiles                                  | Municipal               | 5 de septiembre | 20:00     | 0            | Cristian Rodríguez    |             |
| Grupo B                                                  | |                                                     |                         |                 |           |              |                       |             |
| C. S. Cartaginés                                         | 4 - 0 (enlace roto disponible en Internet Archive; véase el historial, la primera versión y la última). | Archivo:Escudo San Carlos 2018.svg A. D. San Carlos | "Fello" Meza            | 6 de setiembre  | 11:00     | 0            | Adrián Chinchilla     |             |
| Archivo:Escudo de Jicaral Sercoba.svg A. D. R. Jicaral   | 0 - 2 (enlace roto disponible en Internet Archive; véase el historial, la primera versión y la última). | Archivo:Escudo de Limón Fútbol Club.svg Limón F. C. | Asoc. Cívica Jicaraleña | 6 de setiembre  | 14:00     | 0            | Allen Quirós          |             |
| Deportivo Saprissa                                       | 2 - 1 (enlace roto disponible en Internet Archive; véase el historial, la primera versión y la última). | Sporting F. C.                                      | Ricardo Saprissa        | 7 de octubre    | 20:00     | 0            | Geiner Zúñiga         |             |
| Total de goles: 21                                       | |                                                     |                         |                 |           |              |                       |             |

| Jornada 6                                                | Jornada 6                                                                                               | Jornada 6                                              | Jornada 6        | Jornada 6       | Jornada 6 | Jornada 6    | Jornada 6         | Jornada 6   |
| -------------------------------------------------------- | --- | ------------------------------------------------------ | ---------------- | --------------- | --------- | ------------ | ----------------- | ----------- |
| Grupo A                                                  | |                                                        |                  |                 |           |              |                   |             |
| Local                                                    | Resultado                                                                                               | Visitante                                              | Estadio          | Fecha           | Hora      | Espectadores | Árbitro           | Transmisión |
| Pérez Zeledón                                            | 1 - 0 (enlace roto disponible en Internet Archive; véase el historial, la primera versión y la última). | C. S. Herediano                                        | Municipal        | 12 de setiembre | 16:00     | 0            | Adrián Chinchilla |             |
| Archivo:Escudo del Municipal Grecia.svg Municipal Grecia | 0 - 1 (enlace roto disponible en Internet Archive; véase el historial, la primera versión y la última). | Guadalupe F. C.                                        | Allen Riggioni   | 13 de setiembre | 15:00     | 0            | Pedro Navarro     |             |
| Santos de Guápiles                                       | 0 - 4 (enlace roto disponible en Internet Archive; véase el historial, la primera versión y la última). | L. D. Alajuelense                                      | Ebal Rodríguez   | 13 de setiembre | 18:00     | 0            | Brayan Cruz       |             |
| Grupo B                                                  | |                                                        |                  |                 |           |              |                   |             |
| Deportivo Saprissa                                       | 1 - 0 (enlace roto disponible en Internet Archive; véase el historial, la primera versión y la última). | Archivo:Escudo de Jicaral Sercoba.svg A. D. R. Jicaral | Ricardo Saprissa | 12 de setiembre | 20:00     | 0            | Keylor Herrera    |             |
| Archivo:Escudo San Carlos 2018.svg A. D. San Carlos      | 0 - 1 (enlace roto disponible en Internet Archive; véase el historial, la primera versión y la última). | Sporting F. C.                                         | Carlos Ugalde    | 12 de setiembre | 20:00     | 0            | Hugo Cruz         |             |
| C. S. Cartaginés                                         | 4 - 0 (enlace roto disponible en Internet Archive; véase el historial, la primera versión y la última). | Archivo:Escudo de Limón Fútbol Club.svg Limón F. C.    | "Fello" Meza     | 13 de setiembre | 11:00     | 0            | Henry Bejarano    |             |
| Total de goles: 12                                       | |                                                        |                  |                 |           |              |                   |             |

| Jornada 7                                           | Jornada 7                                                                                               | Jornada 7                                                | Jornada 7         | Jornada 7       | Jornada 7 | Jornada 7    | Jornada 7             | Jornada 7   |
| --------------------------------------------------- | --- | -------------------------------------------------------- | ----------------- | --------------- | --------- | ------------ | --------------------- | ----------- |
| Grupo A                                             | |                                                          |                   |                 |           |              |                       |             |
| Local                                               | Resultado                                                                                               | Visitante                                                | Estadio           | Fecha           | Hora      | Espectadores | Árbitro               | Transmisión |
| L. D. Alajuelense                                   | 3 - 1 (enlace roto disponible en Internet Archive; véase el historial, la primera versión y la última). | Archivo:Escudo del Municipal Grecia.svg Municipal Grecia | Morera Soto       | 18 de setiembre | 20:00     | 0            | Cristian Rodríguez    |             |
| Santos de Guápiles                                  | 1 - 4 (enlace roto disponible en Internet Archive; véase el historial, la primera versión y la última). | Pérez Zeledón                                            | Ebal Rodríguez    | 19 de setiembre | 18:00     | 0            | Ricardo Montero       |             |
| C. S. Herediano                                     | 3 - 1 (enlace roto disponible en Internet Archive; véase el historial, la primera versión y la última). | Guadalupe F. C.                                          | "Cuty" Monge      | 19 de setiembre | 20:00     | 0            | Benjamín Pineda       |             |
| Grupo B                                             | |                                                          |                   |                 |           |              |                       |             |
| Sporting F. C.                                      | 1 - 2 (enlace roto disponible en Internet Archive; véase el historial, la primera versión y la última). | Deportivo Saprissa                                       | Ernesto Rohrmoser | 19 de setiembre | 15:00     | 0            | Henry Bejarano        |             |
| Archivo:Escudo de Limón Fútbol Club.svg Limón F. C. | 1 - 0 (enlace roto disponible en Internet Archive; véase el historial, la primera versión y la última). | Archivo:Escudo de Jicaral Sercoba.svg A. D. R. Jicaral   | Ebal Rodríguez    | 20 de setiembre | 15:00     | 0            | Brayan Cruz           |             |
| Archivo:Escudo San Carlos 2018.svg A. D. San Carlos | 1 - 0 (enlace roto disponible en Internet Archive; véase el historial, la primera versión y la última). | C. S. Cartaginés                                         | Rafael Bolaños    | 20 de setiembre | 15:00     | 0            | Juan Gabriel Calderón |             |
| Total de goles: 18                                  | |                                                          |                   |                 |           |              |                       |             |

| Jornada 8                                                | Jornada 8                                                                                               | Jornada 8                                           | Jornada 8               | Jornada 8        | Jornada 8 | Jornada 8    | Jornada 8         | Jornada 8   |
| -------------------------------------------------------- | --- | --------------------------------------------------- | ----------------------- | ---------------- | --------- | ------------ | ----------------- | ----------- |
| Grupo A                                                  | |                                                     |                         |                  |           |              |                   |             |
| Local                                                    | Resultado                                                                                               | Visitante                                           | Estadio                 | Fecha            | Hora      | Espectadores | Árbitro           | Transmisión |
| Archivo:Escudo del Municipal Grecia.svg Municipal Grecia | 0 - 1 (enlace roto disponible en Internet Archive; véase el historial, la primera versión y la última). | Santos de Guápiles                                  | Allen Riggioni          | 26 de septiembre | 14:00     | 0            | Geiner Zúñiga     |             |
| Guadalupe F. C.                                          | 4 - 1 (enlace roto disponible en Internet Archive; véase el historial, la primera versión y la última). | Pérez Zeledón                                       | "Coyella" Fonseca       | 26 de septiembre | 16:00     | 0            | William Mattus    |             |
| L. D. Alajuelense                                        | 2 - 0 (enlace roto disponible en Internet Archive; véase el historial, la primera versión y la última). | C. S. Herediano                                     | Morera Soto             | 26 de septiembre | 20:00     | 0            | Hugo Cruz         |             |
| Grupo B                                                  | |                                                     |                         |                  |           |              |                   |             |
| C. S. Cartaginés                                         | 2 - 1 (enlace roto disponible en Internet Archive; véase el historial, la primera versión y la última). | Deportivo Saprissa                                  | "Fello" Meza            | 27 de septiembre | 11:00     | 0            | Adrián Chinchilla |             |
| Archivo:Escudo de Jicaral Sercoba.svg A. D. R. Jicaral   | 3 - 1 (enlace roto disponible en Internet Archive; véase el historial, la primera versión y la última). | Sporting F. C.                                      | Asoc. Cívica Jicaraleña | 27 de septiembre | 14:00     | 0            | Pedro Navarro     |             |
| Archivo:Escudo de Limón Fútbol Club.svg Limón F. C.      | 0 - 2 (enlace roto disponible en Internet Archive; véase el historial, la primera versión y la última). | Archivo:Escudo San Carlos 2018.svg A. D. San Carlos | Ebal Rodríguez          | 14 de octubre    | 15:00     | 0            | Geiner Zúñiga     |             |
| Total de goles: 17                                       | |                                                     |                         |                  |           |              |                   |             |

| Jornada 9                                              | Jornada 9                                                                                               | Jornada 9                                                | Jornada 9               | Jornada 9     | Jornada 9 | Jornada 9    | Jornada 9             | Jornada 9   |
| ------------------------------------------------------ | --- | -------------------------------------------------------- | ----------------------- | ------------- | --------- | ------------ | --------------------- | ----------- |
| Grupo A                                                | |                                                          |                         |               |           |              |                       |             |
| Local                                                  | Resultado                                                                                               | Visitante                                                | Estadio                 | Fecha         | Hora      | Espectadores | Árbitro               | Transmisión |
| Pérez Zeledón                                          | 3 - 3 (enlace roto disponible en Internet Archive; véase el historial, la primera versión y la última). | Archivo:Escudo del Municipal Grecia.svg Municipal Grecia | Municipal               | 2 de octubre  | 20:00     | 0            | Brayan Cruz           |             |
| Guadalupe F. C.                                        | 1 - 2 (enlace roto disponible en Internet Archive; véase el historial, la primera versión y la última). | L. D. Alajuelense                                        | "Coyella" Fonseca       | 3 de octubre  | 18:00     | 0            | Ricardo Montero       |             |
| C. S. Herediano                                        | 0 - 0 (enlace roto disponible en Internet Archive; véase el historial, la primera versión y la última). | Santos de Guápiles                                       | "Cuty" Monge            | 3 de octubre  | 20:00     | 0            | Juan Gabriel Calderón |             |
| Grupo B                                                | |                                                          |                         |               |           |              |                       |             |
| Sporting F. C.                                         | 0 - 1 (enlace roto disponible en Internet Archive; véase el historial, la primera versión y la última). | Archivo:Escudo de Limón Fútbol Club.svg Limón F. C.      | Ernesto Rohrmoser       | 3 de octubre  | 15:00     | 0            | David Gómez           |             |
| Archivo:Escudo de Jicaral Sercoba.svg A. D. R. Jicaral | 1 - 0 (enlace roto disponible en Internet Archive; véase el historial, la primera versión y la última). | C. S. Cartaginés                                         | Asoc. Cívica Jicaraleña | 5 de octubre  | 11:00     | 0            | Henry Bejarano        |             |
| Deportivo Saprissa                                     | 0 - 0 (enlace roto disponible en Internet Archive; véase el historial, la primera versión y la última). | Archivo:Escudo San Carlos 2018.svg A. D. San Carlos      | Ricardo Saprissa        | 18 de octubre | 16:00     | 0            | Henry Bejarano        |             |
| Total de goles: 11                                     | |                                                          |                         |               |           |              |                       |             |

| Jornada 10                                               | Jornada 10                                                                                              | Jornada 10                                             | Jornada 10     | Jornada 10     | Jornada 10 | Jornada 10   | Jornada 10      | Jornada 10  |
| -------------------------------------------------------- | --- | ------------------------------------------------------ | -------------- | -------------- | ---------- | ------------ | --------------- | ----------- |
| Grupo A                                                  | |                                                        |                |                |            |              |                 |             |
| Local                                                    | Resultado                                                                                               | Visitante                                              | Estadio        | Fecha          | Hora       | Espectadores | Árbitro         | Transmisión |
| Archivo:Escudo del Municipal Grecia.svg Municipal Grecia | 2 - 2 (enlace roto disponible en Internet Archive; véase el historial, la primera versión y la última). | C. S. Herediano                                        | Allen Riggioni | 24 de octubre  | 14:00      | 0            | Allen Quirós    |             |
| L. D. Alajuelense                                        | 0 - 2 (enlace roto disponible en Internet Archive; véase el historial, la primera versión y la última). | Pérez Zeledón                                          | Morera Soto    | 25 de octubre  | 16:00      | 0            | David Gómez     |             |
| Santos de Guápiles                                       | 1 - 1 (enlace roto disponible en Internet Archive; véase el historial, la primera versión y la última). | Guadalupe F. C.                                        | Ebal Rodríguez | 5 de noviembre | 15:00      | 0            | Hugo Cruz       |             |
| Grupo B                                                  | |                                                        |                |                |            |              |                 |             |
| C. S. Cartaginés                                         | 2 - 0 (enlace roto disponible en Internet Archive; véase el historial, la primera versión y la última). | Sporting F. C.                                         | "Fello" Meza   | 11 de octubre  | 11:00      | 0            | Hugo Cruz       |             |
| Archivo:Escudo de Limón Fútbol Club.svg Limón F. C.      | 1 - 0 (enlace roto disponible en Internet Archive; véase el historial, la primera versión y la última). | Deportivo Saprissa                                     | Ebal Rodríguez | 11 de octubre  | 15:00      | 0            | Pedro Navarro   |             |
| Archivo:Escudo San Carlos 2018.svg A. D. San Carlos      | 0 - 0 (enlace roto disponible en Internet Archive; véase el historial, la primera versión y la última). | Archivo:Escudo de Jicaral Sercoba.svg A. D. R. Jicaral | Carlos Ugalde  | 11 de octubre  | 16:00      | 0            | Benjamín Pineda |             |
| Total de goles: 11                                       | |                                                        |                |                |            |              |                 |             |

| Jornada 11                                          | Jornada 11                                                                                              | Jornada 11                                               | Jornada 11        | Jornada 11      | Jornada 11 | Jornada 11   | Jornada 11            | Jornada 11  |
| Local                                               | Resultado                                                                                               | Visitante                                                | Estadio           | Fecha           | Hora       | Espectadores | Árbitro               | Transmisión |
| --------------------------------------------------- | --- | -------------------------------------------------------- | ----------------- | --------------- | ---------- | ------------ | --------------------- | ----------- |
| Archivo:Escudo de Limón Fútbol Club.svg Limón F. C. | 1 - 0 (enlace roto disponible en Internet Archive; véase el historial, la primera versión y la última). | Archivo:Escudo del Municipal Grecia.svg Municipal Grecia | Ebal Rodríguez    | 27 de octubre   | 15:00      | 0            | Juan Gabriel Calderón |             |
| C. S. Herediano                                     | 1 - 1 (enlace roto disponible en Internet Archive; véase el historial, la primera versión y la última). | Archivo:Escudo San Carlos 2018.svg A. D. San Carlos      | Estadio Nacional  | 27 de octubre   | 20:00      | 0            | Keylor Herrera        |             |
| Sporting F. C.                                      | 2 - 0 (enlace roto disponible en Internet Archive; véase el historial, la primera versión y la última). | Pérez Zeledón                                            | Ernesto Rohrmoser | 28 de octubre   | 15:00      | 0            | Allen Quirós          |             |
| L. D. Alajuelense                                   | 2 - 2 (enlace roto disponible en Internet Archive; véase el historial, la primera versión y la última). | Archivo:Escudo de Jicaral Sercoba.svg A. D. R. Jicaral   | Morera Soto       | 28 de octubre   | 20:00      | 0            | Cristian Rodríguez    |             |
| Guadalupe F. C.                                     | 1 - 0 (enlace roto disponible en Internet Archive; véase el historial, la primera versión y la última). | C. S. Cartaginés                                         | "Coyella" Fonseca | 29 de octubre   | 19:00      | 0            | David Gómez           |             |
| Santos de Guápiles                                  | 0 - 0 (enlace roto disponible en Internet Archive; véase el historial, la primera versión y la última). | Deportivo Saprissa                                       | Ebal Rodríguez    | 18 de noviembre | 19:00      | 0            | Cristian Rodríguez    |             |
| Total de goles: 10                                  | |                                                          |                   |                 |            |              |                       |             |

| Jornada 12                                             | Jornada 12                                                                                              | Jornada 12                                               | Jornada 12              | Jornada 12     | Jornada 12 | Jornada 12   | Jornada 12            | Jornada 12  |
| Local                                                  | Resultado                                                                                               | Visitante                                                | Estadio                 | Fecha          | Hora       | Espectadores | Árbitro               | Transmisión |
| ------------------------------------------------------ | --- | -------------------------------------------------------- | ----------------------- | -------------- | ---------- | ------------ | --------------------- | ----------- |
| C. S. Herediano                                        | 4 - 2 (enlace roto disponible en Internet Archive; véase el historial, la primera versión y la última). | Sporting F. C.                                           | Estadio Nacional        | 31 de octubre  | 16:30      | 0            | David Gómez           |             |
| Deportivo Saprissa                                     | 2 - 3 (enlace roto disponible en Internet Archive; véase el historial, la primera versión y la última). | L. D. Alajuelense                                        | Ricardo Saprissa        | 31 de octubre  | 20:00      | 0            | Juan Gabriel Calderón |             |
| C. S. Cartaginés                                       | 2 - 1 (enlace roto disponible en Internet Archive; véase el historial, la primera versión y la última). | Archivo:Escudo del Municipal Grecia.svg Municipal Grecia | "Fello" Meza            | 1 de noviembre | 11:00      | 0            | Adrián Chinchilla     |             |
| Archivo:Escudo de Jicaral Sercoba.svg A. D. R. Jicaral | 3 - 1 (enlace roto disponible en Internet Archive; véase el historial, la primera versión y la última). | Guadalupe F. C.                                          | Asoc. Cívica Jicaraleña | 1 de noviembre | 14:00      | 0            | Brayan Cruz           |             |
| Pérez Zeledón                                          | 1 - 1 (enlace roto disponible en Internet Archive; véase el historial, la primera versión y la última). | Archivo:Escudo de Limón Fútbol Club.svg Limón F. C.      | Municipal               | 1 de noviembre | 15:00      | 0            | Benjamín Pineda       |             |
| Archivo:Escudo San Carlos 2018.svg A. D. San Carlos    | 2 - 0 (enlace roto disponible en Internet Archive; véase el historial, la primera versión y la última). | Santos de Guápiles                                       | Carlos Ugalde           | 2 de noviembre | 19:00      | 0            | Pedro Navarro         |             |
| Total de goles: 22                                     | |                                                          |                         |                |            |              |                       |             |

| Jornada 13                                               | Jornada 13                                                                                              | Jornada 13                                             | Jornada 13        | Jornada 13     | Jornada 13 | Jornada 13   | Jornada 13            | Jornada 13  |
| Local                                                    | Resultado                                                                                               | Visitante                                              | Estadio           | Fecha          | Hora       | Espectadores | Árbitro               | Transmisión |
| -------------------------------------------------------- | --- | ------------------------------------------------------ | ----------------- | -------------- | ---------- | ------------ | --------------------- | ----------- |
| Archivo:Escudo del Municipal Grecia.svg Municipal Grecia | 1 - 0 (enlace roto disponible en Internet Archive; véase el historial, la primera versión y la última). | Archivo:Escudo San Carlos 2018.svg A. D. San Carlos    | Allen Riggioni    | 7 de noviembre | 14:00      | 0            | Ricardo Montero       |             |
| L. D. Alajuelense                                        | 4 - 1 (enlace roto disponible en Internet Archive; véase el historial, la primera versión y la última). | C. S. Cartaginés                                       | Morera Soto       | 7 de noviembre | 20:00      | 0            | Allen Quirós          |             |
| Deportivo Saprissa                                       | 4 - 0 (enlace roto disponible en Internet Archive; véase el historial, la primera versión y la última). | Pérez Zeledón                                          | Ricardo Saprissa  | 8 de noviembre | 11:00      | 0            | Cristian Rodríguez    |             |
| Guadalupe F. C.                                          | 2 - 2 (enlace roto disponible en Internet Archive; véase el historial, la primera versión y la última). | Sporting F. C.                                         | "Coyella" Fonseca | 8 de noviembre | 17:00      | 0            | Benjamín Pineda       |             |
| Santos de Guápiles                                       | 1 - 1 (enlace roto disponible en Internet Archive; véase el historial, la primera versión y la última). | Archivo:Escudo de Jicaral Sercoba.svg A. D. R. Jicaral | Ebal Rodríguez    | 8 de noviembre | 19:00      | 0            | David Gómez           |             |
| Archivo:Escudo de Limón Fútbol Club.svg Limón F. C.      | 1 - 4 (enlace roto disponible en Internet Archive; véase el historial, la primera versión y la última). | C. S. Herediano                                        | Ebal Rodríguez    | 2 de diciembre | 15:00      | 0            | Juan Gabriel Calderón |             |
| Total de goles: 21                                       | |                                                        |                   |                |            |              |                       |             |

| Jornada 14                                             | Jornada 14                                                                                              | Jornada 14                                               | Jornada 14              | Jornada 14      | Jornada 14 | Jornada 14   | Jornada 14            | Jornada 14  |
| Local                                                  | Resultado                                                                                               | Visitante                                                | Estadio                 | Fecha           | Hora       | Espectadores | Árbitro               | Transmisión |
| ------------------------------------------------------ | --- | -------------------------------------------------------- | ----------------------- | --------------- | ---------- | ------------ | --------------------- | ----------- |
| C. S. Cartaginés                                       | 3 - 0 (enlace roto disponible en Internet Archive; véase el historial, la primera versión y la última). | Santos de Guápiles                                       | "Fello" Meza            | 11 de noviembre | 11:00      | 0            | Juan Gabriel Calderón |             |
| Sporting F. C.                                         | 2 - 3 (enlace roto disponible en Internet Archive; véase el historial, la primera versión y la última). | L. D. Alajuelense                                        | Ernesto Rohrmoser       | 11 de noviembre | 15:00      | 0            | Hugo Cruz             |             |
| Archivo:Escudo de Limón Fútbol Club.svg Limón F. C.    | 2 - 1 (enlace roto disponible en Internet Archive; véase el historial, la primera versión y la última). | Guadalupe F. C.                                          | Ebal Rodríguez          | 11 de noviembre | 15:00      | 0            | Ricardo Montero       |             |
| Archivo:Escudo San Carlos 2018.svg A. D. San Carlos    | 3 - 1 (enlace roto disponible en Internet Archive; véase el historial, la primera versión y la última). | Pérez Zeledón                                            | Carlos Ugalde           | 11 de noviembre | 18:00      | 0            | Geiner Zúñiga         |             |
| Archivo:Escudo de Jicaral Sercoba.svg A. D. R. Jicaral | 1 - 0 (enlace roto disponible en Internet Archive; véase el historial, la primera versión y la última). | Archivo:Escudo del Municipal Grecia.svg Municipal Grecia | Asoc. Cívica Jicaraleña | 12 de noviembre | 14:00      | 0            | Benjamín Pineda       |             |
| C. S. Herediano                                        | 2 - 3 (enlace roto disponible en Internet Archive; véase el historial, la primera versión y la última). | Deportivo Saprissa                                       | Nacional                | 22 de noviembre | 11:00      | 0            | Hugo Cruz             |             |
| Total de goles: 21                                     | |                                                          |                         |                 |            |              |                       |             |

| Jornada 15                                               | Jornada 15                                                                                              | Jornada 15                                             | Jornada 15       | Jornada 15      | Jornada 15 | Jornada 15   | Jornada 15        | Jornada 15  |
| Local                                                    | Resultado                                                                                               | Visitante                                              | Estadio          | Fecha           | Hora       | Espectadores | Árbitro           | Transmisión |
| -------------------------------------------------------- | --- | ------------------------------------------------------ | ---------------- | --------------- | ---------- | ------------ | ----------------- | ----------- |
| Santos de Guápiles                                       | 0 - 0 (enlace roto disponible en Internet Archive; véase el historial, la primera versión y la última). | Archivo:Escudo de Limón Fútbol Club.svg Limón F. C.    | Ebal Rodríguez   | 14 de noviembre | 17:00      | 0            | Allen Quirós      |             |
| Archivo:Escudo del Municipal Grecia.svg Municipal Grecia | 0 - 0 (enlace roto disponible en Internet Archive; véase el historial, la primera versión y la última). | Sporting F. C.                                         | Allen Riggioni   | 15 de noviembre | 11:00      | 0            | Brayan Cruz       |             |
| Deportivo Saprissa                                       | 5 - 1 (enlace roto disponible en Internet Archive; véase el historial, la primera versión y la última). | Guadalupe F. C.                                        | Ricardo Saprissa | 15 de noviembre | 16:00      | 0            | David Gómez       |             |
| Archivo:Escudo San Carlos 2018.svg A. D. San Carlos      | 1 - 0 (enlace roto disponible en Internet Archive; véase el historial, la primera versión y la última). | L. D. Alajuelense                                      | Carlos Ugalde    | 15 de noviembre | 17:00      | 0            | Benjamín Pineda   |             |
| Pérez Zeledón                                            | 1 - 1 (enlace roto disponible en Internet Archive; véase el historial, la primera versión y la última). | Archivo:Escudo de Jicaral Sercoba.svg A. D. R. Jicaral | Municipal        | 15 de noviembre | 19:00      | 0            | Adrián Chinchilla |             |
| C. S. Cartaginés                                         | 0 - 1 (enlace roto disponible en Internet Archive; véase el historial, la primera versión y la última). | C. S. Herediano                                        | "Fello" Meza     | 17 de noviembre | 15:00      | 0            | Ricardo Montero   |             |
| Total de goles: 10                                       | |                                                        |                  |                 |            |              |                   |             |

| Jornada 16                                               | Jornada 16                                                                                              | Jornada 16                                          | Jornada 16              | Jornada 16     | Jornada 16 | Jornada 16   | Jornada 16        | Jornada 16  |
| Local                                                    | Resultado                                                                                               | Visitante                                           | Estadio                 | Fecha          | Hora       | Espectadores | Árbitro           | Transmisión |
| -------------------------------------------------------- | --- | --------------------------------------------------- | ----------------------- | -------------- | ---------- | ------------ | ----------------- | ----------- |
| Archivo:Escudo de Jicaral Sercoba.svg A. D. R. Jicaral   | 0 - 0 (enlace roto disponible en Internet Archive; véase el historial, la primera versión y la última). | C. S. Herediano                                     | Asoc. Cívica Jicaraleña | 5 de diciembre | 14:00      | 0            | Pedro Navarro     |             |
| Sporting F. C.                                           | 3 - 1 (enlace roto disponible en Internet Archive; véase el historial, la primera versión y la última). | Santos de Guápiles                                  | Ernesto Rohrmoser       | 5 de diciembre | 14:00      | 0            | Allen Quirós      |             |
| L. D. Alajuelense                                        | 4 - 1 (enlace roto disponible en Internet Archive; véase el historial, la primera versión y la última). | Archivo:Escudo de Limón Fútbol Club.svg Limón F. C. | Morera Soto             | 5 de diciembre | 18:00      | 0            | Marianela Araya   |             |
| Archivo:Escudo del Municipal Grecia.svg Municipal Grecia | 0 - 3 (enlace roto disponible en Internet Archive; véase el historial, la primera versión y la última). | Deportivo Saprissa                                  | Allen Riggioni          | 6 de diciembre | 15:00      | 0            | Ricardo Montero   |             |
| Pérez Zeledón                                            | 1 - 4 (enlace roto disponible en Internet Archive; véase el historial, la primera versión y la última). | C. S. Cartaginés                                    | Municipal               | 6 de diciembre | 15:00      | 0            | Henry Bejarano    |             |
| Guadalupe F. C.                                          | 2 - 0 (enlace roto disponible en Internet Archive; véase el historial, la primera versión y la última). | Archivo:Escudo San Carlos 2018.svg A. D. San Carlos | "Coyella" Fonseca       | 6 de diciembre | 15:00      | 0            | Adrián Chinchilla |             |
| Total de goles: 18                                       | |                                                     |                         |                |            |              |                   |             |

## Fase final

### Cuadro de desarrollo
|  | Semifinales                                             | Semifinales                                             | Semifinales                                             | Semifinales                                             | Semifinales                                             |   |    | Final Segunda Fase                             | Final Segunda Fase                             | Final Segunda Fase                             | Final Segunda Fase                             | Final Segunda Fase                             |  |
|  | 9 y 10 de diciembre (ida) 12 y 13 de diciembre (vuelta) | 9 y 10 de diciembre (ida) 12 y 13 de diciembre (vuelta) | 9 y 10 de diciembre (ida) 12 y 13 de diciembre (vuelta) | 9 y 10 de diciembre (ida) 12 y 13 de diciembre (vuelta) | 9 y 10 de diciembre (ida) 12 y 13 de diciembre (vuelta) |   |    | 16 de diciembre (ida) 20 de diciembre (vuelta) | 16 de diciembre (ida) 20 de diciembre (vuelta) | 16 de diciembre (ida) 20 de diciembre (vuelta) | 16 de diciembre (ida) 20 de diciembre (vuelta) | 16 de diciembre (ida) 20 de diciembre (vuelta) |  |
|  |                                                         |                                                         |                                                         |                                                         |                                                         |   |    |                                                |                                                |                                                |                                                |                                                |  |
|  |                                                         |                                                         |                                                         |                                                         |                                                         |   |    |                                                |                                                |                                                |                                                |                                                |  |
|  | 1°A                                                     | L. D. Alajuelense                                       | 3                                                       | 1                                                       | 4                                                       |   |    |                                                |                                                |                                                |                                                |                                                |  |
|  | 1°A                                                     | L. D. Alajuelense                                       | 3                                                       | 1                                                       | 4                                                       |   |    |                                                |                                                |                                                |                                                |                                                |  |
|  | 2°B                                                     | C. S. Cartaginés                                        | 2                                                       | 1                                                       | 3                                                       |   |    |                                                |                                                |                                                |                                                |                                                |  |
|  | 2°B                                                     | C. S. Cartaginés                                        | 2                                                       | 1                                                       | 3                                                       |   | F1 | L. D. Alajuelense                              | 1                                              | 1                                              | 2                                              |                                                |  |
|  |                                                         |                                                         |                                                         |                                                         |                                                         |   | F1 | L. D. Alajuelense                              | 1                                              | 1                                              | 2                                              |                                                |  |
|  |                                                         |                                                         | F2                                                      | C. S. Herediano                                         | 0                                                       | 0 | 0  |                                                |                                                |                                                |                                                |                                                |  |
|  | 1°B                                                     | Deportivo Saprissa                                      | F2                                                      | C. S. Herediano                                         | 0                                                       | 0 | 0  | 0                                              | 1                                              | 1                                              |                                                |                                                |  |
|  | 1°B                                                     | Deportivo Saprissa                                      |                                                         |                                                         |                                                         |   |    | 0                                              | 1                                              | 1                                              |                                                |                                                |  |
|  | 2°A                                                     | C. S. Herediano                                         | 3                                                       | 1                                                       | 4                                                       |   |    |                                                |                                                |                                                |                                                |                                                |  |
|  | 2°A                                                     | C. S. Herediano                                         | 3                                                       | 1                                                       | 4                                                       |   |    |                                                |                                                |                                                |                                                |                                                |  |
|  |                                                         |                                                         |                                                         |                                                         |                                                         |   |    |                                                |                                                |                                                |                                                |                                                |  |

### Semifinales

#### L. D. Alajuelense - C. S. Cartaginés
| 10 de diciembre de 2020, 15:00 | C. S. Cartaginés            | 2:3 (2:1) | L. D. Alajuelense                     | Estadio "Fello" Meza, Cartago                            |                                                          |
|                                | - Núñez 20' - Hernández 22' | Reporte   | - Moya 2' - Montenegro 50' - Ruiz 55' | Asistencia: Sin espectadores Árbitro(s): Ricardo Montero | Asistencia: Sin espectadores Árbitro(s): Ricardo Montero |

| 12 de diciembre de 2020, 18:00 | L. D. Alajuelense | 1:1 (1:0) (Global 4:3) | C. S. Cartaginés | Estadio Morera Soto, Alajuela                                  |                                                                |
|                                | - Moya 9'         | Reporte                | - Quirós 52'     | Asistencia: Sin espectadores Árbitro(s): Juan Gabriel Calderón | Asistencia: Sin espectadores Árbitro(s): Juan Gabriel Calderón |

#### Deportivo Saprissa - C. S. Herediano
| 9 de diciembre de 2020, 20:00 | C. S. Herediano                      | 3:0 (1:0) | Deportivo Saprissa | Estadio Nacional, San José                            |                                                       |
|                               | - Galo 26' - Brenes 48' - Torres 65' | Reporte   |                    | Asistencia: Sin espectadores Árbitro(s): Allen Quirós | Asistencia: Sin espectadores Árbitro(s): Allen Quirós |

| 13 de diciembre de 2020, 16:00 | Deportivo Saprissa  | 1:1 (0:1) (Global 1:4) | C. S. Herediano | Estadio Ricardo Saprissa, Tibás, San José                |                                                          |
|                                | - Torres 56' (t.l.) | Reporte                | - Brenes 28'    | Asistencia: Sin espectadores Árbitro(s): Benjamín Pineda | Asistencia: Sin espectadores Árbitro(s): Benjamín Pineda |

### Final II Fase

#### L. D. Alajuelense - C. S. Herediano
| 16 de diciembre de 2020, 20:00 | C. S. Herediano | 0:1 (0:1) | L. D. Alajuelense | Estadio Nacional, San José                             |                                                        |
|                                |                 | Reporte   | Martínez 37'      | Asistencia: Sin espectadores Árbitro(s): Pedro Navarro | Asistencia: Sin espectadores Árbitro(s): Pedro Navarro |

| 20 de diciembre de 2020, 20:00 | L. D. Alajuelense | 1:0 (1:0) (Global 2:0) | C. S. Herediano | Estadio Morera Soto, Alajuela                      |                                                    |
|                                | Moya 30'          | Reporte                |                 | Asistencia: Sin espectadores Árbitro(s): Hugo Cruz | Asistencia: Sin espectadores Árbitro(s): Hugo Cruz |

|                           |
| Campeón L. D. Alajuelense |
| 30.mo título              |

## Liguilla por la Permanencia
- Entre el sexto lugar de los Grupos A y B para definir al último lugar del Apertura 2020

### Cuadro de desarrollo
|  | Permanencia                                   |                  |   |   |   |  |
|  | 9 de diciembre (ida) 13 de diciembre (vuelta) |                  |   |   |   |  |
|  |                                               |                  |   |   |   |  |
|  | 6°A                                           | Municipal Grecia | 1 | 1 | 2 |  |
|  | 6°A                                           | Municipal Grecia | 1 | 1 | 2 |  |
|  | 6°B                                           | Sporting F. C.   | 1 | 0 | 1 |  |
|  | 6°B                                           | Sporting F. C.   | 1 | 0 | 1 |  |

#### Municipal Grecia - Sporting F. C.
| 9 de diciembre de 2020, 11:00 | Municipal Grecia | 1:1 (1:1) | Sporting F. C. | Estadio Allen Riggioni, Grecia, Alajuela |                            |
|                               | Agüero 24'       | Reporte   | Morales 3'     | Asistencia: 0 espectadores               | Asistencia: 0 espectadores |

| 13 de diciembre de 2020, 14:00 | Sporting F. C. | 0:1 (0:1) (Global 1:2) | Municipal Grecia | Estadio Ernesto Rohrmoser, Pavas, San José |  |
|                                |                | Reporte                | Villalobos 8'    |                                            |  |

 Sporting F. C. se queda con el último lugar del Apertura 2020, deberá jugar una liguilla por el no descenso contra el último lugar del Clausura 2021, en caso de que termine de último en la tabla de posiciones descenderá automáticamente.

## Estadísticas

### Máximos goleadores
Lista con los máximos goleadores de la competencia.
Datos actualizados a 20 de diciembre de 2020 según página oficial Archivado el 21 de mayo de 2020 en Wayback Machine. y Data Factory (enlace roto disponible en Internet Archive; véase el historial, la primera versión y la última)..
| Núm. | Pos.           | Jugador                | Equipo | Goles | Part. | Prom. | Min. | M/G  |
| ---- | -------------- | ---------------------- | --- | ----- | ----- | ----- | ---- | ---- |
| 1.º  | Delantero      | Marcel Hernández       | C. S. Cartaginés                                                                                               | 13    | 18    | 0.72  | 1576 | 121  |
| 2.º  | Delantero      | Jonathan Moya          | L. D. Alajuelense                                                                                              | 12    | 17    | 0.71  | 1359 | 113  |
| 3.º  | Delantero      | Johan Venegas          | Deportivo Saprissa                                                                                             | 9     | 13    | 0.69  | 1119 | 86   |
| 4.º  | Delantero      | Jostin Daly            | Sporting F. C.                                                                                                 | 9     | 16    | 0.56  | 1233 | 137  |
| 5.º  | Delantero      | Álvaro Saborío         | L. D. Alajuelense                                                                                              | 6     | 18    | 0.33  | 628  | 105  |
| 6.º  | Delantero      | Anthony Contreras      | Guadalupe F. C.                                                                                                | 5     | 10    | 0.5   | 830  | 166  |
| 6.º  | Delantero      | Jonathan McDonald      | C. S. Herediano                                                                                                | 5     | 9     | 0.56  | 719  | 144  |
| 6.º  | Delantero      | Jurgens Montenegro     | L. D. Alajuelense                                                                                              | 5     | 18    | 0.28  | 1120 | 224  |
| 6.º  | Delantero      | Starling Matarrita     | Santos de Guápiles                                                                                             | 5     | 14    | 0.36  | 1147 | 229  |
| 10.º | Centrocampista | Alonso Martínez        | L. D. Alajuelense                                                                                              | 4     | 16    | 0.25  | 1146 | 287  |
| 10.º | Centrocampista | Bryan Ruiz             | L. D. Alajuelense                                                                                              | 4     | 17    | 0.24  | 1210 | 303  |
| 10.º | Centrocampista | Cristopher Núñez       | C. S. Cartaginés                                                                                               | 4     | 17    | 0.24  | 1217 | 304  |
| 10.º | Delantero      | Frank Zamora           | Guadalupe F. C. Deportivo Saprissa                                                                             | 4     | 17    | 0.24  | 755  | 189  |
| 10.º | Centrocampista | Gabriel Leiva          | Pérez Zeledón                                                                                                  | 4     | 15    | 0.27  | 957  | 239  |
| 10.º | Delantero      | Geovanni Clunie        | Archivo:Escudo de Jicaral Sercoba.svg A. D. R. Jicaral                                                         | 4     | 15    | 0.27  | 1243 | 311  |
| 10.º | Delantero      | Jossimar Pemberton     | Guadalupe F. C.                                                                                                | 4     | 16    | 0.25  | 1189 | 297  |
| 17.º | Delantero      | Alberth Villalobos     | Archivo:Escudo del Municipal Grecia.svg Municipal Grecia · Archivo:Escudo San Carlos 2018.svg A. D. San Carlos | 3     | 15    | 0.2   | 899  | 300  |
| 17.º | Centrocampista | Bryan Vega             | Sporting F. C.                                                                                                 | 3     | 18    | 0.17  | 1252 | 417  |
| 17.º | Delantero      | Daniel Colindres       | Deportivo Saprissa                                                                                             | 3     | 18    | 0.17  | 1082 | 361  |
| 17.º | Defensa        | Fernán Faerrón         | L. D. Alajuelense                                                                                              | 3     | 16    | 0.19  | 1344 | 448  |
| 17.º | Centrocampista | Jefferson Brenes       | C. S. Herediano                                                                                                | 3     | 17    | 0.18  | 1089 | 363  |
| 17.º | Delantero      | Jimmy Marín            | Deportivo Saprissa                                                                                             | 3     | 16    | 0.19  | 1176 | 392  |
| 17.º | Delantero      | Jorman Aguilar         | Archivo:Escudo San Carlos 2018.svg A. D. San Carlos                                                            | 3     | 11    | 0.27  | 836  | 279  |
| 17.º | Centrocampista | Joshua Navarro         | Pérez Zeledón                                                                                                  | 3     | 14    | 0.21  | 986  | 329  |
| 17.º | Centrocampista | Juan Bustos            | Sporting F. C.                                                                                                 | 3     | 10    | 0.3   | 531  | 177  |
| 17.º | Delantero      | John Jairo Ruiz        | C. S. Herediano                                                                                                | 3     | 10    | 0.3   | 732  | 244  |
| 17.º | Defensa        | Keilor Soto            | Archivo:Escudo San Carlos 2018.svg A. D. San Carlos                                                            | 3     | 15    | 0.2   | 1312 | 437  |
| 17.º | Delantero      | Kennedy Rocha          | Archivo:Escudo de Jicaral Sercoba.svg A. D. R. Jicaral                                                         | 3     | 11    | 0.27  | 743  | 248  |
| 17.º | Centrocampista | Mariano Torres         | Deportivo Saprissa                                                                                             | 3     | 17    | 0.18  | 1336 | 445  |
| 17.º | Centrocampista | Marvin Angulo          | Deportivo Saprissa                                                                                             | 3     | 16    | 0.19  | 1264 | 421  |
| 17.º | Centrocampista | Michael Barrantes      | Deportivo Saprissa                                                                                             | 3     | 17    | 0.18  | 1146 | 382  |
| 17.º | Centrocampista | Reimond Salas          | Pérez Zeledón                                                                                                  | 3     | 14    | 0.21  | 989  | 330  |
| 17.º | Delantero      | Yendrick Ruiz          | C. S. Herediano                                                                                                | 3     | 18    | 0.17  | 908  | 303  |
| 17.º | Delantero      | Yuaycell Wright        | Archivo:Escudo de Limón Fútbol Club.svg Limón F. C.                                                            | 3     | 14    | 0.21  | 1081 | 360  |
| 35.º | Defensa        | Aarón Salazar          | C. S. Herediano                                                                                                | 2     | 18    | 0.11  | 1507 | 754  |
| 35.º | Centrocampista | Álvaro Sánchez         | Archivo:Escudo del Municipal Grecia.svg Municipal Grecia                                                       | 2     | 18    | 0.11  | 1299 | 650  |
| 35.º | Delantero      | Andrés Gómez           | Guadalupe F. C.                                                                                                | 2     | 13    | 0.15  | 895  | 448  |
| 35.º | Delantero      | Andrey Francis         | Archivo:Escudo de Limón Fútbol Club.svg Limón F. C.                                                            | 2     | 6     | 0.33  | 324  | 162  |
| 35.º | Delantero      | Arturo Campos          | C. S. Herediano                                                                                                | 2     | 11    | 0.18  | 324  | 162  |
| 35.º | Centrocampista | Barlon Sequeira        | L. D. Alajuelense                                                                                              | 2     | 20    | 0.1   | 1478 | 739  |
| 35.º | Centrocampista | Darryl Araya           | Archivo:Escudo de Limón Fútbol Club.svg Limón F. C.                                                            | 2     | 16    | 0.13  | 926  | 463  |
| 35.º | Centrocampista | Din John Arias         | Guadalupe F. C.                                                                                                | 2     | 6     | 0.33  | 198  | 99   |
| 35.º | Centrocampista | Edder Solórzano        | Archivo:Escudo de Jicaral Sercoba.svg A. D. R. Jicaral                                                         | 2     | 11    | 0.18  | 463  | 232  |
| 35.º | Defensa        | Erick Cabalceta        | Archivo:Escudo San Carlos 2018.svg A. D. San Carlos                                                            | 2     | 12    | 0.17  | 1080 | 540  |
| 35.º | Defensa        | Facundo Zabala         | L. D. Alajuelense                                                                                              | 2     | 17    | 0.12  | 1369 | 685  |
| 35.º | Centrocampista | Gerson Torres          | C. S. Herediano                                                                                                | 2     | 18    | 0.11  | 1388 | 694  |
| 35.º | Delantero      | Harry Rojas            | Archivo:Escudo del Municipal Grecia.svg Municipal Grecia                                                       | 2     | 17    | 0.12  | 1120 | 560  |
| 35.º | Delantero      | Hernán Fener           | Pérez Zeledón                                                                                                  | 2     | 10    | 0.2   | 493  | 247  |
| 35.º | Defensa        | Jean Carlo Agüero      | Archivo:Escudo del Municipal Grecia.svg Municipal Grecia                                                       | 2     | 14    | 0.14  | 866  | 433  |
| 35.º | Centrocampista | Jefferson Rivera       | Archivo:Escudo de Limón Fútbol Club.svg Limón F. C.                                                            | 2     | 15    | 0.13  | 1146 | 573  |
| 35.º | Centrocampista | Jeikel Venegas         | C. S. Cartaginés                                                                                               | 2     | 12    | 0.17  | 800  | 400  |
| 35.º | Defensa        | José Sosa              | C. S. Cartaginés                                                                                               | 2     | 11    | 0.18  | 932  | 466  |
| 35.º | Defensa        | Juan Diego Madrigal    | Santos de Guápiles                                                                                             | 2     | 16    | 0.13  | 1376 | 688  |
| 35.º | Centrocampista | Kenneth Cerdas         | Pérez Zeledón                                                                                                  | 2     | 12    | 0.17  | 519  | 260  |
| 35.º | Centrocampista | Kevin Arrieta          | C. S. Cartaginés                                                                                               | 2     | 11    | 0.18  | 508  | 254  |
| 35.º | Defensa        | Kevin Espinoza         | Guadalupe F. C.                                                                                                | 2     | 14    | 0.14  | 1141 | 571  |
| 35.º | Centrocampista | Lautaro Ayala          | Guadalupe F. C.                                                                                                | 2     | 8     | 0.25  | 670  | 335  |
| 35.º | Delantero      | Leandrinho             | C. S. Herediano                                                                                                | 2     | 11    | 0.18  | 654  | 327  |
| 35.º | Centrocampista | Luis Rodríguez         | Archivo:Escudo del Municipal Grecia.svg Municipal Grecia                                                       | 2     | 15    | 0.13  | 746  | 373  |
| 35.º | Centrocampista | Luis Stewart Pérez     | Pérez Zeledón                                                                                                  | 2     | 7     | 0.29  | 330  | 165  |
| 35.º | Centrocampista | Marvin Esquivel        | Archivo:Escudo de Limón Fútbol Club.svg Limón F. C.                                                            | 2     | 14    | 0.14  | 940  | 470  |
| 35.º | Centrocampista | Mauricio Montero       | C. S. Cartaginés                                                                                               | 2     | 15    | 0.13  | 1309 | 655  |
| 35.º | Centrocampista | Suhander Zúñiga        | C. S. Herediano                                                                                                | 2     | 14    | 0.14  | 802  | 401  |
| 35.º | Defensa        | William Quirós         | C. S. Cartaginés                                                                                               | 2     | 14    | 0.14  | 1189 | 595  |
| 65.º | Centrocampista | Aarón Murillo          | Guadalupe F. C.                                                                                                | 1     | 8     | 0.13  | 307  | 307  |
| 65.º | Delantero      | Aldo Magaña            | Archivo:Escudo del Municipal Grecia.svg Municipal Grecia                                                       | 1     | 12    | 0.08  | 878  | 878  |
| 65.º | Centrocampista | Alexander Espinoza     | Archivo:Escudo de Limón Fútbol Club.svg Limón F. C.                                                            | 1     | 13    | 0.08  | 763  | 763  |
| 65.º | Centrocampista | Alexander Jiménez      | Santos de Guápiles                                                                                             | 1     | 16    | 0.06  | 1263 | 1263 |
| 65.º | Centrocampista | Alexander López        | L. D. Alajuelense                                                                                              | 1     | 18    | 0.06  | 1491 | 1491 |
| 65.º | Centrocampista | Allen Guevara          | C. S. Cartaginés                                                                                               | 1     | 15    | 0.07  | 801  | 801  |
| 65.º | Delantero      | Andy Reyes             | C. S. Cartaginés                                                                                               | 1     | 11    | 0.09  | 455  | 455  |
| 65.º | Centrocampista | Anthony López          | Archivo:Escudo del Municipal Grecia.svg Municipal Grecia                                                       | 1     | 9     | 0.11  | 543  | 543  |
| 65.º | Delantero      | Asdrúbal Gibbons       | Pérez Zeledón                                                                                                  | 1     | 6     | 0.17  | 443  | 443  |
| 65.º | Defensa        | Aubrey David           | Deportivo Saprissa                                                                                             | 1     | 14    | 0.07  | 1237 | 1237 |
| 65.º | Centrocampista | Berny Burke            | C. S. Herediano                                                                                                | 1     | 13    | 0.08  | 423  | 423  |
| 65.º | Defensa        | Brandon Bonilla        | Guadalupe F. C.                                                                                                | 1     | 15    | 0.07  | 1226 | 1226 |
| 65.º | Delantero      | Bryan López            | Santos de Guápiles                                                                                             | 1     | 15    | 0.07  | 1300 | 1300 |
| 65.º | Delantero      | Byron Bonilla          | C. S. Cartaginés                                                                                               | 1     | 18    | 0.06  | 1044 | 1044 |
| 65.º | Delantero      | Carlos Mora            | L. D. Alajuelense                                                                                              | 1     | 19    | 0.05  | 795  | 795  |
| 65.º | Delantero      | Carlos Soza            | Archivo:Escudo de Limón Fútbol Club.svg Limón F. C.                                                            | 1     | 7     | 0.14  | 324  | 324  |
| 65.º | Defensa        | Daniel Chacón          | C. S. Cartaginés                                                                                               | 1     | 18    | 0.06  | 1584 | 1584 |
| 65.º | Defensa        | Daniel Villegas        | Pérez Zeledón                                                                                                  | 1     | 14    | 0.07  | 1079 | 1079 |
| 65.º | Centrocampista | David Guzmán           | Deportivo Saprissa                                                                                             | 1     | 15    | 0.07  | 1062 | 1062 |
| 65.º | Defensa        | Dennis Castillo        | Pérez Zeledón                                                                                                  | 1     | 10    | 0.1   | 893  | 893  |
| 65.º | Centrocampista | Diego Sánchez          | C. S. Cartaginés                                                                                               | 1     | 10    | 0.1   | 524  | 524  |
| 65.º | Centrocampista | Elián Morales          | Sporting F. C.                                                                                                 | 1     | 10    | 0.1   | 404  | 404  |
| 65.º | Centrocampista | Esteban Cano           | Archivo:Escudo de Jicaral Sercoba.svg A. D. R. Jicaral                                                         | 1     | 11    | 0.09  | 826  | 826  |
| 65.º | Centrocampista | Esthuar Dávila         | C. S. Cartaginés                                                                                               | 1     | 6     | 0.17  | 195  | 195  |
| 65.º | Centrocampista | Francisco Flores       | Archivo:Escudo de Jicaral Sercoba.svg A. D. R. Jicaral                                                         | 1     | 15    | 0.07  | 1305 | 1305 |
| 65.º | Centrocampista | Ismael Gómez           | Archivo:Escudo de Jicaral Sercoba.svg A. D. R. Jicaral                                                         | 1     | 10    | 0.1   | 370  | 370  |
| 65.º | Centrocampista | Jaikel Medina          | Pérez Zeledón                                                                                                  | 1     | 9     | 0.11  | 593  | 593  |
| 65.º | Delantero      | Jaime Valderramos      | Sporting F. C.                                                                                                 | 1     | 5     | 0.2   | 58   | 58   |
| 65.º | Centrocampista | Jason Reyes            | Archivo:Escudo del Municipal Grecia.svg Municipal Grecia                                                       | 1     | 7     | 0.14  | 335  | 335  |
| 65.º | Delantero      | Javon East             | Archivo:Escudo San Carlos 2018.svg A. D. San Carlos                                                            | 1     | 12    | 0.08  | 742  | 742  |
| 65.º | Delantero      | Jean Scott             | Sporting F. C.                                                                                                 | 1     | 12    | 0.08  | 541  | 541  |
| 65.º | Defensa        | Jeffrey Montenegro     | Sporting F. C.                                                                                                 | 1     | 11    | 0.09  | 222  | 222  |
| 65.º | Delantero      | Jeffrey Valverde       | Archivo:Escudo San Carlos 2018.svg A. D. San Carlos                                                            | 1     | 13    | 0.08  | 918  | 918  |
| 65.º | Defensa        | Joaquín Aguirre        | Archivo:Escudo de Jicaral Sercoba.svg A. D. R. Jicaral                                                         | 1     | 14    | 0.07  | 1260 | 1260 |
| 65.º | Defensa        | Johnny Acosta          | Deportivo Saprissa                                                                                             | 1     | 13    | 0.08  | 816  | 816  |
| 65.º | Centrocampista | Jordy Hernández        | C. S. Herediano                                                                                                | 1     | 11    | 0.09  | 268  | 268  |
| 65.º | Delantero      | Jorge Alejandro Castro | Sporting F. C.                                                                                                 | 1     | 13    | 0.08  | 672  | 672  |
| 65.º | Centrocampista | José Gabriel Vargas    | Archivo:Escudo del Municipal Grecia.svg Municipal Grecia                                                       | 1     | 17    | 0.06  | 1507 | 1507 |
| 65.º | Defensa        | José Garro             | Santos de Guápiles                                                                                             | 1     | 9     | 0.11  | 630  | 630  |
| 65.º | Centrocampista | José Luis Cordero      | Guadalupe F. C.                                                                                                | 1     | 15    | 0.07  | 959  | 959  |
| 65.º | Centrocampista | José Rodolfo Alfaro    | Archivo:Escudo del Municipal Grecia.svg Municipal Grecia                                                       | 1     | 7     | 0.14  | 127  | 127  |
| 65.º | Delantero      | Jossimar Méndez        | Santos de Guápiles                                                                                             | 1     | 16    | 0.06  | 1031 | 1031 |
| 65.º | Delantero      | Jostin Tellería        | Deportivo Saprissa                                                                                             | 1     | 5     | 0.2   | 67   | 67   |
| 65.º | Delantero      | Juan Vicente Solís     | Archivo:Escudo de Jicaral Sercoba.svg A. D. R. Jicaral                                                         | 1     | 13    | 0.08  | 605  | 605  |
| 65.º | Defensa        | Júnior Díaz            | L. D. Alajuelense                                                                                              | 1     | 5     | 0.2   | 320  | 320  |
| 65.º | Delantero      | Keyder Bernard         | Archivo:Escudo de Limón Fútbol Club.svg Limón F. C.                                                            | 1     | 6     | 0.17  | 369  | 369  |
| 65.º | Centrocampista | Luis Ronaldo Araya     | C. S. Cartaginés                                                                                               | 1     | 12    | 0.08  | 397  | 397  |
| 65.º | Delantero      | Marco Mena             | Archivo:Escudo San Carlos 2018.svg A. D. San Carlos                                                            | 1     | 8     | 0.13  | 387  | 387  |
| 65.º | Defensa        | Marco Meneses          | L. D. Alajuelense                                                                                              | 1     | 4     | 0.25  | 147  | 147  |
| 65.º | Centrocampista | Michael Arias          | Sporting F. C.                                                                                                 | 1     | 17    | 0.06  | 763  | 763  |
| 65.º | Delantero      | Nextalí Rodríguez      | C. S. Herediano                                                                                                | 1     | 13    | 0.08  | 693  | 693  |
| 65.º | Defensa        | Orlando Galo           | C. S. Herediano                                                                                                | 1     | 16    | 0.06  | 1253 | 1253 |
| 65.º | Centrocampista | Óscar Esteban Granados | C. S. Herediano                                                                                                | 1     | 15    | 0.07  | 719  | 719  |
| 65.º | Centrocampista | Osvaldo Rodríguez      | Santos de Guápiles                                                                                             | 1     | 15    | 0.07  | 1289 | 1289 |
| 65.º | Delantero      | Rachid Chirino         | Archivo:Escudo San Carlos 2018.svg A. D. San Carlos                                                            | 1     | 10    | 0.1   | 337  | 337  |
| 65.º | Defensa        | Roy Smith              | Archivo:Escudo de Limón Fútbol Club.svg Limón F. C.                                                            | 1     | 14    | 0.07  | 1254 | 1254 |
| 65.º | Delantero      | Royner Rojas           | Guadalupe F. C.                                                                                                | 1     | 6     | 0.17  | 201  | 201  |
| 65.º | Centrocampista | Sebastián González     | Guadalupe F. C.                                                                                                | 1     | 10    | 0.1   | 393  | 393  |
| 65.º | Defensa        | Sergio Núñez           | Guadalupe F. C.                                                                                                | 1     | 13    | 0.08  | 1080 | 1080 |
| 65.º | Centrocampista | Wílmer Azofeifa        | Archivo:Escudo San Carlos 2018.svg A. D. San Carlos                                                            | 1     | 14    | 0.07  | 707  | 707  |
| 65.º | Centrocampista | Youstin Salas          | Archivo:Escudo del Municipal Grecia.svg Municipal Grecia                                                       | 1     | 15    | 0.07  | 1213 | 1213 |

### Máximos asistentes
Lista con los máximos asistentes a gol de la competencia.
Datos actualizados a 20 de diciembre de 2020 según fichas de partidos de Data Factory (enlace roto disponible en Internet Archive; véase el historial, la primera versión y la última)..
| Núm. | Pos.           | Jugador                | Equipo | Asistencias | Part. | Prom. | Min. | M/A  |
| ---- | -------------- | ---------------------- | --- | ----------- | ----- | ----- | ---- | ---- |
| 1.º  | Centrocampista | Alexander López        | L. D. Alajuelense                                                                                              | 9           | 18    | 0.5   | 1491 | 166  |
| 2.º  | Centrocampista | Marvin Angulo          | Deportivo Saprissa                                                                                             | 5           | 16    | 0.31  | 1264 | 253  |
| 3.º  | Centrocampista | Álvaro Sánchez         | Archivo:Escudo del Municipal Grecia.svg Municipal Grecia                                                       | 4           | 18    | 0.22  | 1299 | 325  |
| 3.º  | Delantero      | Jeffrey Valverde       | Archivo:Escudo San Carlos 2018.svg A. D. San Carlos                                                            | 4           | 13    | 0.31  | 918  | 230  |
| 3.º  | Centrocampista | Jeikel Venegas         | C. S. Cartaginés                                                                                               | 4           | 12    | 0.33  | 800  | 200  |
| 3.º  | Delantero      | Jonathan Moya          | L. D. Alajuelense                                                                                              | 4           | 17    | 0.24  | 1359 | 340  |
| 3.º  | Centrocampista | Marvin Esquivel        | Archivo:Escudo de Limón Fútbol Club.svg Limón F. C.                                                            | 4           | 14    | 0.29  | 940  | 235  |
| 8.º  | Centrocampista | Alberth Villalobos     | Archivo:Escudo del Municipal Grecia.svg Municipal Grecia · Archivo:Escudo San Carlos 2018.svg A. D. San Carlos | 3           | 15    | 0.2   | 899  | 300  |
| 8.º  | Delantero      | Andy Reyes             | C. S. Cartaginés                                                                                               | 3           | 11    | 0.27  | 455  | 152  |
| 8.º  | Defensa        | Brandon Bonilla        | Guadalupe F. C.                                                                                                | 3           | 15    | 0.2   | 1226 | 409  |
| 8.º  | Centrocampista | Cristopher Núñez       | C. S. Cartaginés                                                                                               | 3           | 17    | 0.18  | 1217 | 406  |
| 8.º  | Defensa        | Facundo Zabala         | L. D. Alajuelense                                                                                              | 3           | 17    | 0.18  | 1369 | 456  |
| 8.º  | Delantero      | Jimmy Marín            | Deportivo Saprissa                                                                                             | 3           | 16    | 0.19  | 1176 | 392  |
| 8.º  | Defensa        | José Sosa              | C. S. Cartaginés                                                                                               | 3           | 11    | 0.27  | 932  | 311  |
| 8.º  | Centrocampista | Jossimar Méndez        | Santos de Guápiles                                                                                             | 3           | 16    | 0.19  | 1031 | 344  |
| 8.º  | Delantero      | Jostin Daly            | Sporting F. C.                                                                                                 | 3           | 16    | 0.19  | 1233 | 411  |
| 8.º  | Centrocampista | Néstor Monge           | Pérez Zeledón                                                                                                  | 3           | 13    | 0.23  | 1125 | 375  |
| 8.º  | Defensa        | Orlando Galo           | C. S. Herediano                                                                                                | 3           | 16    | 0.19  | 1253 | 418  |
| 8.º  | Centrocampista | Randall Azofeifa       | C. S. Herediano                                                                                                | 3           | 8     | 0.38  | 440  | 147  |
| 8.º  | Defensa        | Ryan Bolaños           | C. S. Cartaginés                                                                                               | 3           | 9     | 0.33  | 700  | 233  |
| 20.º | Centrocampista | Barlon Sequeira        | L. D. Alajuelense                                                                                              | 2           | 20    | 0.1   | 1478 | 739  |
| 20.º | Centrocampista | Bryan Ruiz             | L. D. Alajuelense                                                                                              | 2           | 17    | 0.12  | 1210 | 605  |
| 20.º | Centrocampista | Bryan Vega             | Sporting F. C.                                                                                                 | 2           | 18    | 0.11  | 1252 | 626  |
| 20.º | Centrocampista | Byron Bonilla          | C. S. Cartaginés                                                                                               | 2           | 18    | 0.11  | 1044 | 522  |
| 20.º | Delantero      | Carlos Mora            | L. D. Alajuelense                                                                                              | 2           | 19    | 0.11  | 795  | 398  |
| 20.º | Delantero      | Daniel Colindres       | Deportivo Saprissa                                                                                             | 2           | 18    | 0.11  | 1082 | 541  |
| 20.º | Delantero      | Giovanni Clunie        | Archivo:Escudo de Jicaral Sercoba.svg A. D. R. Jicaral                                                         | 2           | 15    | 0.13  | 1243 | 622  |
| 20.º | Centrocampista | Jefferson Brenes       | C. S. Herediano                                                                                                | 2           | 17    | 0.12  | 1089 | 545  |
| 20.º | Defensa        | Joaquín Aguirre        | Archivo:Escudo de Jicaral Sercoba.svg A. D. R. Jicaral                                                         | 2           | 14    | 0.14  | 1260 | 630  |
| 20.º | Delantero      | Johan Venegas          | Deportivo Saprissa                                                                                             | 2           | 13    | 0.15  | 1119 | 560  |
| 20.º | Delantero      | Jonathan McDonald      | C. S. Herediano                                                                                                | 2           | 9     | 0.22  | 719  | 360  |
| 20.º | Defensa        | Jorkaeff Azofeifa      | Archivo:Escudo de Limón Fútbol Club.svg Limón F. C.                                                            | 2           | 13    | 0.15  | 982  | 491  |
| 20.º | Delantero      | Jossimar Pemberton     | Guadalupe F. C.                                                                                                | 2           | 16    | 0.13  | 1189 | 595  |
| 20.º | Delantero      | Kennedy Rocha          | Archivo:Escudo de Jicaral Sercoba.svg A. D. R. Jicaral                                                         | 2           | 11    | 0.18  | 743  | 372  |
| 20.º | Defensa        | Lautaro Ayala          | Guadalupe F. C.                                                                                                | 2           | 8     | 0.25  | 670  | 335  |
| 20.º | Centrocampista | Mariano Torres         | Deportivo Saprissa                                                                                             | 2           | 17    | 0.12  | 1336 | 668  |
| 20.º | Centrocampista | Mauricio Montero       | C. S. Cartaginés                                                                                               | 2           | 15    | 0.13  | 1309 | 655  |
| 20.º | Centrocampista | Nextalí Rodríguez      | C. S. Herediano                                                                                                | 2           | 13    | 0.15  | 693  | 347  |
| 20.º | Defensa        | Randall Row            | Sporting F. C.                                                                                                 | 2           | 14    | 0.14  | 975  | 488  |
| 20.º | Centrocampista | Reimond Salas          | Pérez Zeledón                                                                                                  | 2           | 14    | 0.14  | 1125 | 563  |
| 20.º | Centrocampista | Sebastián González     | Guadalupe F. C.                                                                                                | 2           | 10    | 0.2   | 393  | 197  |
| 20.º | Centrocampista | Wílmer Azofeifa        | Archivo:Escudo San Carlos 2018.svg A. D. San Carlos                                                            | 2           | 14    | 0.14  | 707  | 354  |
| 20.º | Delantero      | Yuaycell Wright        | Archivo:Escudo de Limón Fútbol Club.svg Limón F. C.                                                            | 2           | 14    | 0.14  | 1081 | 541  |
| 43.º | Guardameta     | Aarón Cruz             | Deportivo Saprissa                                                                                             | 1           | 18    | 0.06  | 1620 | 1620 |
| 43.º | Centrocampista | Aarón Murillo          | Guadalupe F. C.                                                                                                | 1           | 8     | 0.13  | 307  | 307  |
| 43.º | Defensa        | Adolfo Machado         | L. D. Alajuelense                                                                                              | 1           | 20    | 0.05  | 1754 | 1754 |
| 43.º | Delantero      | Aldo Magaña            | Archivo:Escudo del Municipal Grecia.svg Municipal Grecia                                                       | 1           | 12    | 0.08  | 878  | 878  |
| 43.º | Centrocampista | Allen Guevara          | C. S. Cartaginés                                                                                               | 1           | 15    | 0.07  | 801  | 801  |
| 43.º | Delantero      | Alonso Martínez        | L. D. Alajuelense                                                                                              | 1           | 16    | 0.06  | 1146 | 1146 |
| 43.º | Centrocampista | Andrés Gómez           | Guadalupe F. C.                                                                                                | 1           | 13    | 0.08  | 895  | 895  |
| 43.º | Centrocampista | Axell Quirós           | Archivo:Escudo del Municipal Grecia.svg Municipal Grecia                                                       | 1           | 9     | 0.11  | 791  | 791  |
| 43.º | Centrocampista | Carlos Hernández       | C. S. Cartaginés                                                                                               | 1           | 11    | 0.09  | 344  | 344  |
| 43.º | Defensa        | Daniel Villegas        | Pérez Zeledón                                                                                                  | 1           | 14    | 0.07  | 1079 | 1079 |
| 43.º | Defensa        | Darío Delgado          | Guadalupe F. C.                                                                                                | 1           | 12    | 0.08  | 1004 | 1004 |
| 43.º | Delantero      | Darryn Rojas           | Guadalupe F. C.                                                                                                | 1           | 7     | 0.14  | 104  | 104  |
| 43.º | Defensa        | Diego Sánchez          | C. S. Cartaginés                                                                                               | 1           | 10    | 0.1   | 524  | 524  |
| 43.º | Centrocampista | Dylan Flores           | L. D. Alajuelense                                                                                              | 1           | 17    | 0.06  | 566  | 566  |
| 43.º | Centrocampista | Elián Morales          | Sporting F. C.                                                                                                 | 1           | 10    | 0.1   | 404  | 404  |
| 43.º | Defensa        | Fernán Faerrón         | L. D. Alajuelense                                                                                              | 1           | 16    | 0.06  | 1344 | 1344 |
| 43.º | Centrocampista | Gabriel Leiva          | Pérez Zeledón                                                                                                  | 1           | 15    | 0.07  | 957  | 957  |
| 43.º | Centrocampista | Gerson Torres          | C. S. Herediano                                                                                                | 1           | 18    | 0.06  | 1388 | 1388 |
| 43.º | Centrocampista | Jefferson Rivera       | Archivo:Escudo de Limón Fútbol Club.svg Limón F. C.                                                            | 1           | 15    | 0.07  | 1146 | 1146 |
| 43.º | Defensa        | Jhamir Ordain          | Pérez Zeledón                                                                                                  | 1           | 5     | 0.2   | 418  | 418  |
| 43.º | Centrocampista | Jordy Hernández        | C. S. Herediano                                                                                                | 1           | 11    | 0.09  | 268  | 268  |
| 43.º | Delantero      | Jorge Alejandro Castro | Sporting F. C.                                                                                                 | 1           | 13    | 0.08  | 672  | 672  |
| 43.º | Centrocampista | José Luis Cordero      | Guadalupe F. C.                                                                                                | 1           | 15    | 0.07  | 959  | 959  |
| 43.º | Centrocampista | José Mora              | Archivo:Escudo San Carlos 2018.svg A. D. San Carlos                                                            | 1           | 11    | 0.09  | 775  | 775  |
| 43.º | Defensa        | José Salvatierra       | L. D. Alajuelense                                                                                              | 1           | 15    | 0.07  | 1077 | 1077 |
| 43.º | Centrocampista | Joshua Navarro         | Pérez Zeledón                                                                                                  | 1           | 14    | 0.07  | 986  | 986  |
| 43.º | Delantero      | Jostin Tellería        | Deportivo Saprissa                                                                                             | 1           | 5     | 0.2   | 67   | 67   |
| 43.º | Centrocampista | Juan Gabriel Guzmán    | Pérez Zeledón                                                                                                  | 1           | 15    | 0.07  | 715  | 715  |
| 43.º | Delantero      | Juan Vicente Solís     | Archivo:Escudo de Jicaral Sercoba.svg A. D. R. Jicaral                                                         | 1           | 13    | 0.08  | 605  | 605  |
| 43.º | Defensa        | Júnior Díaz            | L. D. Alajuelense                                                                                              | 1           | 5     | 0.2   | 320  | 320  |
| 43.º | Delantero      | Jurgens Montenegro     | L. D. Alajuelense                                                                                              | 1           | 18    | 0.06  | 1120 | 1120 |
| 43.º | Defensa        | Keilor Soto            | Archivo:Escudo San Carlos 2018.svg A. D. San Carlos                                                            | 1           | 15    | 0.07  | 1312 | 1312 |
| 43.º | Delantero      | Keyder Bernard         | Archivo:Escudo de Limón Fútbol Club.svg Limón F. C.                                                            | 1           | 6     | 0.17  | 369  | 369  |
| 43.º | Centrocampista | Luis Flores            | Sporting F. C.                                                                                                 | 1           | 18    | 0.06  | 1553 | 1553 |
| 43.º | Defensa        | Luis Alejandro Pérez   | Archivo:Escudo de Limón Fútbol Club.svg Limón F. C.                                                            | 1           | 12    | 0.08  | 974  | 974  |
| 43.º | Delantero      | Luis Rodríguez         | Archivo:Escudo del Municipal Grecia.svg Municipal Grecia                                                       | 1           | 15    | 0.07  | 746  | 746  |
| 43.º | Centrocampista | Luis Stewart Pérez     | Pérez Zeledón                                                                                                  | 1           | 7     | 0.14  | 330  | 330  |
| 43.º | Delantero      | Marcel Hernández       | C. S. Cartaginés                                                                                               | 1           | 18    | 0.06  | 1576 | 1576 |
| 43.º | Guardameta     | Marco Madrigal         | C. S. Cartaginés                                                                                               | 1           | 1     | 1     | 90   | 90   |
| 43.º | Centrocampista | Michael Arias          | Sporting F. C.                                                                                                 | 1           | 17    | 0.06  | 763  | 763  |
| 43.º | Delantero      | Naël Élysée            | Archivo:Escudo del Municipal Grecia.svg Municipal Grecia                                                       | 1           | 16    | 0.06  | 507  | 507  |
| 43.º | Centrocampista | Osvaldo Rodríguez      | Santos de Guápiles                                                                                             | 1           | 15    | 0.07  | 1289 | 1289 |
| 43.º | Defensa        | Rasheed García         | Archivo:Escudo de Limón Fútbol Club.svg Limón F. C.                                                            | 1           | 4     | 0.25  | 172  | 172  |
| 43.º | Defensa        | Ricardo Blanco         | Deportivo Saprissa                                                                                             | 1           | 12    | 0.08  | 1043 | 1043 |
| 43.º | Defensa        | Rigoberto Jiménez      | Sporting F. C.                                                                                                 | 1           | 16    | 0.06  | 1372 | 1372 |
| 43.º | Defensa        | Roberto Córdoba        | Archivo:Escudo San Carlos 2018.svg A. D. San Carlos                                                            | 1           | 14    | 0.07  | 636  | 636  |
| 43.º | Centrocampista | Ronaldo Araya          | C. S. Cartaginés                                                                                               | 1           | 12    | 0.08  | 397  | 397  |
| 43.º | Centrocampista | Royner Rojas           | Guadalupe F. C.                                                                                                | 1           | 6     | 0.17  | 201  | 201  |
| 43.º | Delantero      | Starling Matarrita     | Santos de Guápiles                                                                                             | 1           | 14    | 0.07  | 1147 | 1147 |
| 43.º | Centrocampista | Suhander Zúñiga        | C. S. Herediano                                                                                                | 1           | 14    | 0.07  | 802  | 802  |
| 43.º | Centrocampista | Walter Chévez          | Archivo:Escudo de Jicaral Sercoba.svg A. D. R. Jicaral                                                         | 1           | 16    | 0.06  | 1086 | 1086 |
| 43.º | Defensa        | William Fernández      | Archivo:Escudo de Jicaral Sercoba.svg A. D. R. Jicaral                                                         | 1           | 12    | 0.08  | 1016 | 1016 |
| 43.º | Centrocampista | Yeltsin Tejeda         | C. S. Herediano                                                                                                | 1           | 17    | 0.06  | 1220 | 1016 |
| 43.º | Defensa        | Yeremy Araya           | Santos de Guápiles                                                                                             | 1           | 7     | 0.14  | 131  | 131  |
| 43.º | Defensa        | Yurguin Román          | L. D. Alajuelense                                                                                              | 1           | 7     | 0.14  | 365  | 365  |

### Porteros
Lista con el rendimiento de los porteros de la competencia.
Datos actualizados a 20 de diciembre de 2020 según fichas de partidos de página oficial Archivado el 21 de mayo de 2020 en Wayback Machine. y Data Factory (enlace roto disponible en Internet Archive; véase el historial, la primera versión y la última)..
| Núm. | Jugador              | Equipo                                                   | G.E. | Part. | Coc. | Par. | %Par. |
| ---- | -------------------- | -------------------------------------------------------- | ---- | ----- | ---- | ---- | ----- |
| 1.º  | Leonel Moreira       | L. D. Alajuelense                                        | 18   | 18    | 1.00 | 54   | 75%   |
| 2.º  | Aarón Cruz           | Deportivo Saprissa                                       | 20   | 18    | 1.11 | 28   | 58.3% |
| 3.º  | Darryl Parker        | C. S. Cartaginés                                         | 20   | 17    | 1.18 | 53   | 72.6% |
| 4.º  | Kevin Ruiz           | Archivo:Escudo del Municipal Grecia.svg Municipal Grecia | 22   | 15    | 1.47 | 42   | 65.6% |
| 5.º  | Kevin Briceño        | Archivo:Escudo de Jicaral Sercoba.svg A. D. R. Jicaral   | 13   | 13    | 1.00 | 41   | 75.9% |
| 6.º  | Adonis Pineda        | Sporting F. C.                                           | 18   | 13    | 1.38 | 46   | 71.9% |
| 7.º  | Bryan Segura         | C. S. Herediano                                          | 13   | 12    | 1.08 | 41   | 75.9% |
| 8.º  | Minor Álvarez        | Archivo:Escudo de Limón Fútbol Club.svg Limón F. C.      | 13   | 11    | 1.18 | 24   | 64.9% |
| 9.º  | Kevin Chamorro       | Archivo:Escudo San Carlos 2018.svg A. D. San Carlos      | 4    | 10    | 0.40 | 25   | 86.2% |
| 10.º | Daniel Cambronero    | Santos de Guápiles                                       | 17   | 10    | 1.70 | 42   | 71.2% |
| 11.º | Luis Torres          | Guadalupe F. C.                                          | 19   | 10    | 1.90 | 28   | 59.6% |
| 12.º | Bryan Morales        | Pérez Zeledón                                            | 20   | 10    | 2.00 | 30   | 60%   |
| 13.º | Esteban Alvarado     | C. S. Herediano                                          | 9    | 8     | 1.13 | 20   | 69%   |
| 14.º | Alejandro Barrientos | Guadalupe F. C. C. S. Herediano                          | 8    | 7     | 1.14 | 10   | 55.6% |
| 15.º | Douglas Forvis       | Santos de Guápiles                                       | 7    | 6     | 1.17 | 22   | 75.9% |
| 16.º | Carlos Méndez        | Sporting F. C.                                           | 8    | 6     | 1.33 | 14   | 63.6% |
| 17.º | Luis Alpízar         | Archivo:Escudo San Carlos 2018.svg A. D. San Carlos      | 11   | 6     | 1.83 | 10   | 47.6% |
| 18.º | Guido Jiménez        | Pérez Zeledón                                            | 14   | 6     | 2.33 | 19   | 57.6% |
| 19.º | Dexter Lewis         | Archivo:Escudo de Limón Fútbol Club.svg Limón F. C.      | 11   | 5     | 2.20 | 28   | 71.8% |
| 20.º | Víctor Bolívar       | Archivo:Escudo del Municipal Grecia.svg Municipal Grecia | 4    | 3     | 1.33 | 10   | 71.4% |
| 21.º | Jussef Delgado       | Archivo:Escudo de Jicaral Sercoba.svg A. D. R. Jicaral   | 2    | 2     | 1.00 | 3    | 60%   |
| 22.º | Mauricio Vargas      | L. D. Alajuelense                                        | 3    | 2     | 1.50 | 5    | 62.5% |
| 23.º | Marco Madrigal       | C. S. Cartaginés                                         | 0    | 1     | 0.00 | 1    | 100%  |
| 24.º | Jorge Jara           | Guadalupe F. C.                                          | 0    | 1     | 0.00 | 1    | 100%  |
| 25.º | Bryan Cordero        | Archivo:Escudo de Jicaral Sercoba.svg A. D. R. Jicaral   | 0    | 1     | 0.00 | 2    | 100%  |
| 26.º | Bryan Rodríguez      | Archivo:Escudo del Municipal Grecia.svg Municipal Grecia | 1    | 1     | 1.00 | 0    | 0%    |

### Récords
- Primer gol de la temporada: Jornada 1, Frank Zamora
Guadalupe vs. Santos. (15 de agosto de 2020)
- Último gol de la temporada: Final vuelta, Jonathan Moya
Alajuelense vs. Herediano. (20 de diciembre de 2020)
- Gol más tempranero: 1 minuto y 21 segundos, Jonathan Moya
Cartaginés vs. Alajuelense. (10 de diciembre de 2020)
- Gol más tardío: 96 minutos, Jeffry Montenegro
Guadalupe vs. Sporting. (8 de noviembre de 2020)
- Mayor número de goles marcados en un partido: 6 goles
Pérez Zeledón vs. Grecia. (2 de octubre de 2020) (3 - 3)
Herediano vs. Sporting. (31 de octubre de 2020) (4 - 2)
Saprissa vs. Guadalupe. (15 de noviembre de 2020) (5 - 1)
- Mayor victoria local: 5 - 1 
Saprissa vs. Guadalupe. (15 de noviembre de 2020)
- Mayor victoria visitante: 0 - 4
Santos vs. Alajuelense (13 de septiembre de 2020)
Saprissa vs. Cartaginés (23 de septiembre de 2020)

### Rachas
- Mayor racha ganadora: 7 partidos
Alajuelense (Jornadas 3-9)
- Mayor racha invicta: 8 partidos
Jicaral (Jornadas 9-16)
- Mayor racha marcando: 16 partidos
Guadalupe (Jornadas 1-16)
- Mayor racha empatando: 3 partidos
Santos (Jornadas 1-3)
Herediano (Jornadas 9-11)
- Mayor racha imbatido: 4 partidos
San Carlos (Jornadas 7, 10, 8-9)
- Mayor racha perdiendo: 5 partidos
Grecia (Jornadas 4-8)
Sporting (Jornadas 5, 7-10)
- Mayor racha sin ganar: 10 partidos
Grecia (Jornadas 4-12)
- Mayor racha sin marcar: 4 partidos
Jicaral (Jornadas 1, 3, 5, 6)

### Disciplina
Datos según la página oficial de la competición Archivado el 31 de octubre de 2020 en Wayback Machine. y fichas de partidos de Data Factory (enlace roto disponible en Internet Archive; véase el historial, la primera versión y la última)..(Actualizado el 20 de diciembre de 2020)
- Equipo con más tarjetas amarillas: Grecia (57)
- Jugador con más tarjetas amarillas: Youstin Salas (Grecia) (10)
- Entrenador con más tarjetas amarillas: Luis Fernando Fallas (Limón) (4)
- Equipo con más tarjetas rojas: Herediano (12)
- Jugador con más tarjetas rojas: 3 jugadores Archivado el 22 de octubre de 2020 en Wayback Machine. (2)
- Entrenador con más tarjetas rojas Jafet Soto (Herediano) (2)
- Equipo con más faltas recibidas: Herediano (281)
- Equipo con más faltas cometidas: Herediano (285)
- Equipo con más fueras de juego en contra: Herediano (44)

### Tripletes o más
| Fecha          | Jugador         | Goles         | Local   |                                       | Resultado |  | Visitante | Jornada                                                                                              |
| -------------- | --------------- | ------------- | ------- | ------------------------------------- | --------- |  | --------- | --- |
| 1 de noviembre | Giovanni Clunie | 37', 48', 82' | Jicaral | Archivo:Escudo de Jicaral Sercoba.svg | 3 – 1     |  | Guadalupe | 12 (enlace roto disponible en Internet Archive; véase el historial, la primera versión y la última). |

### Autogoles
| Fecha           | Jugador          | Minuto | Local         |  | Resultado |  | Visitante  | Jornada                                                                                              |
| --------------- | ---------------- | ------ | ------------- |  | --------- |  | ---------- | --- |
| 5 de septiembre | Kevin Espinoza   | 73'    | Guadalupe     |  | 2 – 3     |  | Herediano  | 5 (enlace roto disponible en Internet Archive; véase el historial, la primera versión y la última).  |
| 17 de noviembre | Marcel Hernández | 2'     | Cartaginés    |  | 0 – 1     |  | Herediano  | 15 (enlace roto disponible en Internet Archive; véase el historial, la primera versión y la última). |
| 6 de diciembre  | Johan Cortés     | 12'    | Pérez Zeledón |  | 1 – 4     |  | Cartaginés | 16 (enlace roto disponible en Internet Archive; véase el historial, la primera versión y la última). |